# アルドノア・ゼロ
『アルドノア・ゼロ』（ALDNOAH.ZERO）は、A-1 Pictures・TROYCA共同制作による日本のオリジナルテレビアニメ作品。分割2クールで、第1クールは2014年7月から9月まで、第2クールは2015年1月から3月まで放送された。

## 概要
AICからの独立組の1つ、TROYCAがA-1 Picturesと共同制作するオリジナルロボットアニメ。監督はTROYCAの取締役であるあおきえい、ストーリー原案は製作にも名を連ねるニトロプラスの取締役である虚淵玄、シリーズ構成は高山カツヒコ、キャラクターデザインは漫画家の志村貴子による原案を基に松本昌子が担当している。
監督のあおきえいによると本作は“王道”を目指して制作された。物語の主人公と呼べる人物は3人存在し、地球側の主人公として界塚伊奈帆、火星側の主人公としてスレイン・トロイヤード、その中心に位置する主人公としてアセイラム・ヴァース・アリューシアを挙げており、複数の人物からなる群像劇を意識しているのだという。また、ロボットアニメ作品としては「リアルロボット路線でいま一度、物語をつくるとどうなるか」という視点で製作され、地球側のロボット（カタフラクト）が工業的なデザインのリアルロボット、火星側が古代文明の超技術を導入したスーパーロボットとして位置づけられており、「火星側のスーパーロボットをどうやって地球側のリアルロボットが倒していくか」を全体のコンセプトとする。

## ストーリー

### 第1クール
1972年、アポロ計画の最中に月で地球と火星を繋ぐ古代文明の遺産「ハイパーゲート」が発見された。地球はレイレガリア博士を中心とする調査団を火星に派遣する。その後、火星で古代火星文明のテクノロジー「アルドノア」が発見され、火星側の独占の主張と地球側の共有化の主張が対立し、徐々に火星と地球との軋轢が増していった。
1985年、レイレガリア博士は自らを皇帝と称し、火星に「ヴァース帝国」を建国。1999年、新皇帝となったレイレガリアの息子、ギルゼリアが地球へ宣戦布告する。しかし、突如ハイパーゲートが暴走を起こし月が砕ける大惨事「ヘブンズ・フォール」が発生。ギルゼリアの戦死も伴い、2000年に地球と火星間で休戦協定が結ばれた。この時の教訓から地球側はヴァース帝国軍との交戦を想定して、人型機動兵器「カタフラクト」の操縦・戦闘技術の指導を義務教育として導入することを決定する。
2014年、休戦から10年以上が経った現在も地球側と火星側の和平交渉が進められていた。その一環でヴァースから地球へ親善大使が訪れることとなる。物語は、その役目を担う火星の皇女であるアセイラム・ヴァース・アリューシアと、彼女を敬愛する少年スレイン・トロイヤードの二人が地球について語るところから始まる。
アセイラムの歓迎パレードが行われる日、日本の新芦原（しんあわら）市に暮らす一介の高校生、界塚伊奈帆は、いつも通り級友と合流して学校へ向かっていた。放課後、伊奈帆は級友と共に新芦原市で行われるアセイラムのパレードの手伝いをさせられる。だが、そのパレードはテロリストによる襲撃を受け、彼女は生死不明となる。火星側はこれを地球による宣戦布告と判断して休戦協定を破棄し、地球の衛星軌道上に駐屯していた火星騎士の軍勢が地球へと降下、世界各国に攻撃を開始する。しかしアセイラムはパレードの当日に影武者を立てていたため死んではおらず、侍女のエデルリッゾと共に民間人に変装し、避難先を探していた。
様々な経緯を経て、アセイラムの生存を知り、彼女を保護することとなった伊奈帆は、襲い来る火星騎士たちを迎撃しつつ、彼女と共に地球連合本部が置かれているロシアのノヴォスタリスクを目指す。一方、アセイラムの生存を知ったスレインは、そのことを皇帝レイレガリアに報告して戦争を止めようとするが、皇帝一族の抹殺を目論む火星騎士の一人、ザーツバルムに全て見抜かれており、逆に状況は悪化してしまう。そしてザーツバルムは、スレインの行動を受けて休戦を申し入れようとしたクルーテオを始末し、自身の揚陸城をノヴォスタリスクへと降下させ、地球連合軍との決戦に打って出る。
ノヴォスタリスクの戦闘で伊奈帆はザーツバルムを撃破するが、彼は脱出する。そして、アルドノアの間にいたアセイラムがザーツバルムに撃たれ、それを目撃したスレインがザーツバルムへ発砲。さらにその場にいた伊奈帆とスレインは互いに銃を向け合い、スレインは伊奈帆へと引き金を引く。伊奈帆とアセイラム、ザーツバルムらは生死不明なまま結末を迎える。

### 第2クール
地球連合本部での戦闘から19ヵ月後。依然として、火星と地球の戦争状態は未だ継続していた。ザーツバルムの揚陸城で消息不明となったアセイラムだったが、火星側の月面基地に戻り、火星騎士を煽動する演説を行っていた。そして、その傍らには火星騎士となったスレインと、彼によって命を救われたザーツバルムの姿もあった。だが、それはアセイラムの異母妹であるレムリナ・ヴァース・エンヴァースを利用した火星側のプロパガンダであり、そして本物のアセイラムはスレインによって保護され、生命維持装置に繋がれていつ覚めるともない眠りについていた。
一方で地球側では、宇宙での作戦のためにデューカリオンの発進準備が進められていた。そんな中、火星騎士の一人、ヤーコイムから攻撃を受け、彼のカタフラクトの能力に地球のカタフラクト隊が苦戦を強いられるが、揚陸城での決戦で瀕死の重傷を負っていた伊奈帆が復帰し、彼の的確な戦術によってヤーコイムは撃破される。その2日後、デューカリオンは伊奈帆たちを乗せて出航。地球連合軍の宇宙基地であるトライデント基地に入港する。そして、宇宙においても両軍は激突することとなる。その最中、ザーツバルムは自身の後継者としてスレインを養子に迎えることを発表する。だが、スレインはザーツバルムへの復讐心を持ち続けており、彼の信頼を得ることは計算のうちであり、スレインはマリネロス基地をめぐる戦闘の混乱に乗じてザーツバルムを謀殺。彼の後継者として伯爵の地位を得る。
宇宙における戦闘が一段落し、スレインは、火星騎士は派閥争いを避けて意思統一を果たすべきだと全軍に向けて呼びかけ、それに反対するマリルシャン伯爵を決闘にて撃破する。決闘後、アセイラムになりすましたレムリナは、スレインとの結婚と、ヴァース帝国とは別の新たなる王国を築くことを宣言し、アセイラムの眠る部屋を訪れて生命維持装置を切ろうとするが、直前で思いとどまり部屋を後にする。その直後にアセイラムはついに意識を取り戻し、スレインとエデルリッゾの手によって密かに匿われた。それと同時期にスレインは、レムリナの建国宣言に賛同する火星騎士の協力を取りつけ、地球圏に駐屯するヴァース帝国軍の実質的な長となり、ゼブリン、ラフィア、オルガ伯爵らによる火星騎士同士の連携攻撃を行う。伊奈帆は巧みな作戦によりこれを阻止するが、左目に埋め込んだアナリティカルエンジンの酷使により、脳に過大な負荷がかかっていた。一方でアセイラムは、穏健派の一人であるマズゥールカ伯爵の訪問を受け、スレインがヴァースの全権を握り、地球を支配しようとしていることを知り、レムリナを説得して彼の野望を阻止するために動くことを決意する。だが、それも全てスレインに読まれており、2人は彼の部下の手で軟禁されてしまう。
そして遂に地球連合軍は、戦争に終止符を打つためにヴァース帝国の月面基地へ総攻撃をかけることを決断し、伊奈帆らの乗った戦艦デューカリオンが月へと旅立つ。その裏ではアセイラム暗殺を目的とするアサルト部隊が月に潜入していた。伊奈帆はアサルト部隊に先んじてアセイラムを保護するために月面基地へ潜入するが、アナリティカルエンジンの酷使により気を失い、目的は果たせなかった。しかし、火星からやってきていたクルーテオの息子・クランカインが自身の宇宙船にアセイラムを保護する。この事態に際してスレインは、残った軌道騎士による地球への全面攻撃の命を下すが、その通信にアセイラムが割り込み、クランカインを夫とし、祖父の後を継いでヴァース帝国の女王となること、地球と和平を結ぶことを宣言する。この宣言によって勝ち目を失ったスレインは、伊奈帆との決着をつけるべく、月面基地から部下を全員退避させて単独出撃。両者ともに未来予測の力を使えない状況下での戦いの末、スレインは伊奈帆に敗北し、惑星間戦争の発端を作った戦犯として捕縛された。
戦後、アルドノアの力は地球にも開放され、地球と火星の友好の証、そして新しいエネルギー資源として「アルドノア炉」が建造された。アセイラムはクランカインと共に地球を訪れ、炉の完成記念式典に出席する。一方、伊奈帆は投獄されているスレインと面会していた。彼は表向きは死んだことにされていたが、アセイラムの「憎しみの連鎖から解放され、生きていて欲しい」という願いにより、死刑を免れ生かされていたのだった。伊奈帆からそれを聞いたスレインは涙する。そして、物語はアセイラムがクランカインに空の青さの理由を教えたところで幕を下ろす。

### 雨の断章
2025年3月26日に発売予定のBlu-ray Disc BOXに収録される新作エピソード。
2025年2月28日にTVシリーズ総集編と雨の断章を一本化したアルドノア・ゼロ（Re+)が劇場公開。
EP24での終戦から9ヶ月後、2017年。梅雨により雨がひたすらに降る中、伊奈帆はスレインの収容されている施設を訪れていた……。

## 登場人物

### 主要人物
界塚 伊奈帆（かいづか いなほ）
声 - 花江夏樹
本作の地球側の主人公。15歳。新芦原市の芦原高校に通う高校生。ヘブンズ・フォールによる天変地異で両親を亡くしてからは姉のユキに育てられ、姉と二人で暮らしている。家事全般が得意で、中でも料理が好き。日常生活では世話の焼ける姉を「ペニビア（怠惰の女神の意）」と揶揄しながらも大切に思っている。理知的で滅多なことでは取り乱さない冷静沈着な性格だが、律儀で身内に対する情は深い。ユキによるとアセイラムに「相当入れ込んでいる」とのこと。学力・軍事教練共に首席を修め、僅かな情報から敵機の特性・弱点を見抜くほどの高い作戦立案能力とカタフラクト操縦技量を有し、次々と火星騎士達を撃破していく。軍属となってからはマスタング小隊に配属される。この時のコールサインは「マスタング2-2」。地球連合軍との合流後も練習機であるスレイプニールを愛用する。ザーツバルムの揚陸城にてディオスクリアと対峙し圧倒するが、トドメを刺す寸前にタルシスに搭乗したスレインの妨害により、乗機を撃破される。その後、ザーツバルムに撃たれたアセイラムに重傷を負った体で這いよろうとするが、銃を構えたスレインに撃たれてしまう。
第2クールではスレインの銃撃により左目を失うも、ユキに救助され一命を取り留めたことが明かされる。その折、ユキの涙によってアセイラムの返り血を経口摂取したことにより、アルドノアの起動因子を得る。その後、少尉の階級を得て戦列に復帰。復帰後のコールサインは「マスタング0-0」。失った左目にはアナリティカルエンジンを搭載した義眼を移植。地球側で唯一起動しているアルドノアドライブを機能させ続ける存在であり、いくつもの敵を撃破してきたこともあって、周囲からは特別な存在と思われている。ただし、伊奈帆が死亡するとアルドノアドライブは機能停止するため、結果的に戦艦デューカリオンの命運も背負っている状況となっており、周囲からの評価に対しても複雑な心境を抱えている。タルシスとの交戦で敵のパイロットがスレインだと知り、手ごわい相手であるという思いを強くする。そして彼の目的とアセイラムの居場所を探るため、連合軍の捕虜となっていた火星騎士のマズゥールカを逃がし、対スレインとしての協力を取り付ける。また、アセイラムの演説を見て今の彼女が偽者であると即座に見抜くが、建国宣言が出された以後は、既に本物でも偽者でも現在の状況を変えることはできないと理性的に判断している。アナリティカルエンジンの多種多様な利用により、火星騎士の撃破やデューカリオンの航法支援、戦況の把握などを行い味方を勝利させていくものの、その酷使から脳への負担が強まっていく。オペレーション・ルナゲート発動時、作戦の裏の目的を看破し、アセイラムを助けるために一人月面基地へ潜入。アセイラムと再会するも気を失うが、彼女へ伝言を残すことに成功する。その後月面基地を脱出し、韻子と共にデューカリオンに帰投するも、最終決戦の前には自分一人が休んでいるわけにはいかないと、左目の負担を抱えながらも出撃を決める。そしてスレインのタルシスと激闘の末、彼の機体と共に大気圏突入し地球へと降下。スレインを救って欲しいというアセイラムの願いもあり、彼を殺さずに拘束する。
戦後は、用済みとなった左目のアナリティカルエンジンは取り外し、眼帯を付けている。拘置所にいるスレインに面会した際は、彼の命を助けた真相を告げた。
スレイン・トロイヤード
声 - 小野賢章
本作の火星側の主人公。16歳。火星に住む地球人の少年。元々は北ヨーロッパの出身で、研究者の父親と共に世界中を転々とする生活を送ったのち、物語開始の5年前に火星へ移住するが、道中で事故に遭遇し、瀕死の状態だった所をアセイラムに人工呼吸で救われた過去を持つ。それが後にアルドノアを起動できる原因となった。暫くはヴァース帝国の宮殿に滞在しており、父に先立たれてから引き取り先が決まるまでの間、アセイラムからの要望で地球の知識を教える教師役をしていた。その後は宮殿を離れ、使用人としてクルーテオに仕えているが待遇は悪く、アセイラム以外の火星人から酷く蔑まれており、肩身の狭い暮らしを強いられている。命の恩人であり差別せずに接してくれるアセイラムには恩義と共に強い忠誠を誓っており、彼女が親善大使として地球へ向かう別れ際、「地球に伝わる魔除けのお守り」とされている父の形見のペンダントを贈り、その身を案じていた。アセイラムの暗殺事件が謀略で、トリルランや他の火星騎士が関わっていることを知るが、その元凶であるザーツバルムの「火星人の生活をより良くしたい」という大義に理解を示し始め、それと同時に姫を救いたいという行動原理で苦悩しながら行動することとなる。ノヴォスタリスクでは、危機的状況を見て咄嗟に助けてしまったザーツバルムがアセイラムを銃で撃ったのを見て激昂し、彼に発砲。さらにアセイラムに近寄った伊奈帆にも銃を向け、引き金を引く。
第2クールでは最後の銃撃後、ヴァースの一員として自分の進むべき道を定めアセイラムとザーツバルムを連れてタルシスで揚陸城を去り、ザーツバルムの後ろ盾で火星騎士へと任命され、騎士の称号と部下を得たことが明かされる。アセイラムの影武者を行っているレムリナには地球の知識を教えているが、現在でも自らの主君はアセイラムと考え、昏睡状態となった彼女の下を度々訪れている。ザーツバルムからは養子に迎えられ「我が息子」と呼ばれるほどの信頼を勝ち得たが、アセイラムに引き金を引いたことを赦すことが出来ず、伊奈帆を倒すための罠に彼を誘導し、最後は愛憎入り混じった様子で「お父さん」と呼びつつ手にかけた。その後、伯爵の地位と身分を得て、名を「スレイン・ザーツバルム・トロイヤード」と改める。それからは地球連合軍のトライデント基地を一人で陥落させ、ザーツバルムと付き合いのあった火星騎士と友誼を図り、マリルシャンとの決闘では彼を倒してその全資産を手に入れるなど、着々と足元を固めていく。アセイラム（レムリナ）による新王国の建国宣言後は、アセイラムが所持する皇族としての権限すらも手に入れ、自身に賛同した火星騎士の協力も取り付けて、ついに地球圏におけるヴァース帝国軍の頂点に立つが、レムリナの思慕とアセイラムへの愛に挟まれる立場に置かれ、自分の成すことがアセイラムの悲願を打ち砕くことも理解しており、悩みを抱える。だが、自身の地球全土に領土を広げ、資源とアルドノアの力により自分達の世界を作るという目的のために真実を知ったアセイラム、レムリナの二人を拘束してまで前へと突き進んでいく。本国からやって来たクランカインに対しては、取り込んで皇帝派を味方に付けようと企む。しかし、連合軍兵の月面基地への襲撃時に、クランカインにアセイラムを保護されてしまう。アセイラムの戦争を止めるよう懇願する言葉にも耳を貸さず、全ての軌道騎士に地球全土への総攻撃を命じるも、その演説の最中にアセイラムによる電波ジャックを受ける。状況の変化を感じ取ると月面基地の放棄・爆破を決断。レムリナやハークライト達を連合軍に降伏するよう送り出し、自身は全ての責任を取り基地と運命を共にしようとする。しかし、彼の意に反して戻ってくるハークライトや部下達、そして戦場を駆ける伊奈帆を見て自身もタルシスに乗り出撃し、伊奈帆と決着を付けるために最後の激闘を繰り広げる。その末に伊奈帆と共に大気圏突入し、彼から銃を突きつけられてそのまま死を受け入れようとするが、予想に反し生きたまま拘束される。
戦後は、アセイラムの暗殺を目論み、第二次惑星間戦争の発端を作った戦犯として拘留され、表向きには死刑になったと公表される。拘置所を訪ねた伊奈帆には何故自分を殺さなかったと激昂するが、彼の口からアセイラムの願いを聞かされ、涙した。
アセイラム・ヴァース・アリューシア
声 - 雨宮天
本作のヒロインで、地球側と火星側の中心に位置する人物。15歳。ヴァース帝国の第一皇女で、皇帝レイレガリアの孫娘。皇帝のレイレガリア以外で唯一全てのアルドノアを起動・停止できるため、侍女のエデルリッゾからは「神の力を呼び覚ます身の上」と言われている。火星では珍しく地球人に対して偏見を持っていない人物で、地球の出身であるスレインとも幼い頃から仲がいい。穏やかな性格だが皇女としてのマナーや護身術の教育を受けている。火星と地球は友好を結ぶべきという理想を持つが、国家を代表する身分としての自覚が薄い面もある。理想の実現のため親善大使として地球を訪れるが、戦争を目論む火星騎士が起こした暗殺事件によって開戦のきっかけを作ってしまう。しかし、体調不良のため護衛隊が急遽立てた影武者により九死に一生を得て、光学迷彩のホログラムを応用して民間人に姿を変え、侍女のエデルリッゾと共に潜んでいた所を伊奈帆と出会い、暫くの間「セラム」という偽名を名乗り、事態収拾のため地球連合軍側と行動を共にする。ある際、火星人を憎むライエによって首を絞められ一時は心肺停止の状態に至るが、伊奈帆の蘇生措置によって一命を取り留める。その後、自分を暗殺すべく連合本部を強襲してきたザーツバルムを止めるため、伊奈帆らと共に揚陸城に乗り込みアルドノアドライブを強制停止するが、伊奈帆に駆け寄った所を背後にいたザーツバルムに撃たれてしまう。
第2クールでは地球人への態度を豹変させ、月面基地にて地球人殲滅の意思を見せる演説を行うが、その正体は光学迷彩のホログラムで変装した異母妹のレムリナであり、アセイラム本人は昏睡状態のまま生命維持装置に繋がれ、いつ覚めるともない眠りについていた。第18話のラストにてついに目を覚まし意識を取り戻すが、スレインとエデルリッゾの手で密かに匿われ、スレインはレムリナに対して「アセイラムが危篤状態に陥ったため面会謝絶になった」と騙っていた。意識を取り戻したアセイラムは当初、記憶障害を抱えており、エデルリッゾのことや、誰かと「鳥を見た」程度の記憶しか思い出せなかったが、マズゥールカを介して伊奈帆が渡したペンダントを見たことで、完全に記憶を取り戻した。その後、彼女の部屋を訪れたレムリナから全てを打ち明けられ、アセイラムはレムリナに変装してスレインに会い、彼が変わってしまったことを実感して即時停戦するよう迫るが、スレインの手で拘束される。だが、月面基地に地球連合のアサルト部隊が潜入したため、エデルリッゾやレムリナと共に避難するが、その途上で伊奈帆と再会を果たし、アナリティカルエンジンを通して彼に「自分の一部」のように思っていると告白され、自分も同じ思いだと告げる（その際にスレインを救って欲しいと依頼する）。その後はクランカインの手で救出され、マズゥールカの揚陸城へと匿われる。そこで病床のレイレガリアと面会し、皇帝の後を継いで女王になり、政略結婚でクランカインを夫に迎えて地球との和平を望むことを全宙域へ向けて発信する。
戦後は、地球とヴァースの友好の証として「アルドノア1号炉」の起動式典に参加。起動権を普遍化し、誰にでも起動できるように尽力している。

### 地球連合

#### 民間人
ライエ・アリアーシュ
声 - 三澤紗千香
地球に住む火星人の少女。16歳。ヴァース帝国のスパイとして長年地球へ潜伏し皇女暗殺テロを実行した、ウォルフ・アリアーシュの娘。テロ事件の口封じとして、トリルランによって父や仲間が殺害される現場に居合わせてしまい、自身も抹殺対象として追われていた所をユキに助けられ、伊奈帆たちと出会い、その後は彼らと行動を共にすることとなる。火星人だが父の理不尽な死からヴァース帝国への憎悪は強く、二ロケラスやヘラスとの戦闘では伊奈帆たちに協力する。地球潜伏中に学校へは通っていなかったが、武器に造詣が深く、カタフラクトの操作もこなす。普段は淡々とした、やや斜に構えた性格だが、時折感情を爆発させ暴走することがある。地球連合軍との合流後は地球の民間人として振舞っていたが、正体を明かしたアセイラムが地球人に受け入れられた現実を目の当たりにして苦悩し、結果アセイラムを襲ってしまう。その後、自らの素性を明らかにし、命を絶とうとするが阻止され、拘束される。連合本部が襲撃された際には、搭乗者を失ったアレイオンに自ら乗り込み、戦艦デューカリオンに向かうアセイラムを援護した。
第2クールでは正式にマスタング小隊に配属され、アレイオンのパイロットとして戦艦デューカリオンに乗艦している。コールサインは「マスタング2-2」。火星騎士のマズゥールカが捕虜となった際は、伊奈帆と共に彼の脱走を手助けし、最終決戦ではバルークルスと激戦を繰り広げた。
網文 韻子（あみふみ いんこ）
声 - 小松未可子
伊奈帆の同級生で幼馴染。16歳。学力が高く、伊奈帆と学年トップを争うほど。生徒会役員も務めている。明るく素直な性格で、伊奈帆に好意を寄せているが、当の伊奈帆には気づかれていない。実家が定食屋を営んでおり、伊奈帆は幼い頃から立ち寄っていた。二ロケラスとの戦闘ではスレイプニールに搭乗し、伊奈帆の作戦の一役を担う。軍属となってからはアレイオンに搭乗し、マスタング小隊に配属される。コールサインは「マスタング1-1」。装甲車の運転やガントリークレーンの操作もこなすなど、行動力にも長けている。
第2クールにおいてもアレイオンのパイロットとして戦艦デューカリオンに乗艦している。伊奈帆が復帰した際には歓喜の表情で出迎えた。ディオスクリアIIとの戦闘時は伊奈帆を間一髪で助け、アセイラム救出作戦の際は伊奈帆の補佐に指名されている。
カーム・クラフトマン
声 - 村田太志
伊奈帆の同級生。15歳。明るくややお調子者。元々新芦原に住んでいたわけではなく、ヘブンズ・フォールで母国をなくし、日本へ疎開してきた。元々火星人への敵意が強く、起助が死んだことや新芦原市への隕石爆撃が行われたことから、さらに火星人への敵意が強くなっている。ただし、アセイラムとの対面でその考えを改めている。二ロケラスとの戦闘と港でアルギュレの襲撃を受けた際は、スレイプニールに搭乗し、伊奈帆の作戦の一役を担う。軍属となってからはカタフラクトの操縦の成績が悪かったこともあり、整備士として配属される。
第2クールにおいてもカタフラクトの整備士として戦艦デューカリオンに乗艦している。
ニーナ・クライン
声 - 加隈亜衣
伊奈帆の同級生で、韻子の親友。15歳。カーム同様、ヘブンズ・フォールにより新芦原に移り住んできた。おっとりとした性格で、育ちが良い。鞠戸の呼び掛けに応じて避難民の救助に向かうべく、操舵手として揚陸艇に乗り込んだ。軍属となってからも操舵を担当している。
第2クールにおいても戦艦デューカリオンの操舵手を務めているが、「軍服がかわいくない」からと学生服姿で任に就いている。アセイラムの態度の変化には困惑している。
箕国 起助（みくに おきすけ）
声 - 山谷祥生
伊奈帆の同級生。16歳。愛称はオコジョ。二ロケラスとの交戦により損傷した機体からユキを救出しようとするが、乗っていた装甲車から投げ出される形でニロケラスの次元バリアに分解され死亡する。
祭陽 希咲（まつりび きさき）
声 - 河西健吾
伊奈帆たちの先輩。17歳。軍属となってからは強襲揚陸艦「わだつみ」の通信士を務めている。
第2クールにおいても戦艦デューカリオンの通信士を務める。
詰城 祐太朗（つむぎ ゆうたろう）
声 - 斉藤壮馬
伊奈帆たちの先輩で、祭陽の同級生。17歳。軍属となってからは強襲揚陸艦「わだつみ」のレーダー手を務めている。女子の仕草や服装に関する熱いこだわりを持つ。
第2クールにおいても戦艦デューカリオンのレーダー手を務める。
耶賀頼 蒼真（やがらい そうま）
声 - 鳥海浩輔
新芦原市に住む医師。28歳。専門は外科と心療内科で、芦原高校の学生とも面識がある。鞠戸の主治医でもあり、伊奈帆たちと合流後も艦内で医療活動に従事し、PTSDに苦しむ鞠戸の治療に当たっている。
第2クールでは戦艦デューカリオンへは乗艦せず、地上に降り鞠戸の治療に当たっていたが、デューカリオンが地球へ帰投したのを機に伊奈帆たちと合流。正式に軍医として着任し、少尉の階級を得る。

#### 軍人
界塚 ユキ（かいづか ゆき）
声 - 大原さやか
伊奈帆の姉。アレイオンのパイロットで、芦原高校の訓練教官。階級は准尉。21歳。ヘブンズ・フォールで両親を亡くしてからは親代わりとして伊奈帆を育てているが、家事全般を弟に任せていたため、家事が苦手。弟とは対照的に明るい性格で、喜怒哀楽がはっきりとしている。鞠戸と連携してトリルランに追われるライエを救助し、伊奈帆たちと合流する。ライエ救出時に左腕を負傷するが、後に合流した耶賀頼に動作補助器具「アーマチュア」を着けてもらい、職務に復帰。新芦原市脱出後はマスタング小隊に所属、隊長として伊奈帆と韻子を率いる。コールサインは「マスタングリーダー」。私情を挟むこともあるが、伊奈帆の能力と性格はよく理解しており、弟の独断行動時も本人の意思を尊重している。
第2クールでは鞠戸と共に地上に降りていたが、マズゥールカとの戦闘後、戦艦デューカリオンが地球へ帰投したのを機に伊奈帆たちと合流する。弟が軍属となったことには反対していたが、後にそれを受け入れる。伊奈帆が少尉となったために階級上はユキが下になったが、これまでと変わらず姉弟として共に作戦にあたる。
鞠戸 孝一郎（まりと こういちろう）
声 - 中井和哉
アレイオンのパイロットで、芦原高校の訓練教官。階級は大尉。37歳。15年前に種子島でヴァース帝国の襲撃を受けた際の唯一の生き残り。その後、戦闘の詳細を記した「種子島レポート」を連合軍に提出するが黙殺され、その経緯から連合軍のやり方を斜に見ており、真実を後世に伝えることが出来ず多くの戦友の死を無駄死にさせてしまったという自己嫌悪に苛まれ続けている。表面的な事情しか知らない兵士たちからは「戦友達を死なせて一人生き延びた卑怯者」「法螺話を口にするペテン師」と思われ、あまり信頼されていない。勤務中に飲酒するなど不真面目な態度を取ることもあるが、軍人としては模範的であり、ユキからは「本当は立派な軍人」と評されている。戦闘技能も高く状況判断能力にも優れているが、カタフラクトのコクピットに乗り込むと操縦桿を握る手が震えたり、視界がぼやけるなど過去のトラウマや日々のストレスによるPTSDの症状に苦しめられるようになる。
第2クールでは「古傷を思い出すから」と、戦艦デューカリオンへは乗艦せずユキと共に地上に降りていた。この頃にはPTSDの症状が若干緩和され、短時間であればカタフラクトの操縦が可能になっており、コールサイン「クライスデールリーダー」として、クライスデール小隊を率いている。マズゥールカとの戦闘では症状が再発しかかる中、宇宙から帰投中のデューカリオンに連絡を取って作戦を成功させた。その後、デューカリオンが地球へ帰投したのを機に伊奈帆たちと合流する。また、戦闘後の耶賀頼の診察を聞き、トラウマを克服できたかもしれないと考える。後の戦闘ではPTSDを発症していない。
ダルザナ・マグバレッジ
声 - 茅野愛衣
強襲揚陸艦「わだつみ」の艦長。階級は大佐。27歳。基地放棄のため鞠戸に撤収を急がせようとするが、部下と教え子の救出を嘆願する彼に興味を持ち、自らも救出チームに加わり、ニロケラスと戦う伊奈帆達を援護する。アセイラムの正体を知ると同時に開戦の背後にある陰謀を知るものの、彼女の希望を尊重して、火星側と連絡を取ることが可能と思われる連合本部まで連れて行くことを了承する。戦艦デューカリオン入手後は、ダルザナ率いる「わだつみ」のクルーがそのままデューカリオンのクルーとなる。名前のマグバレッジは里親の姓であり旧姓はヒュームレイで、ダルザナ自身は種子島で戦死した鞠戸の親友ジョン・ヒュームレイの実妹。
第2クールにおいても戦艦デューカリオンの艦長を務めている。伊奈帆が死亡した場合、デューカリオンの機能が停止することを承知の上で彼の出撃を認めている。軍上層部の認識の甘さや現実対応力のなさには危機的なものを感じている。
不見咲 カオル（みずさき かおる）
声 - 嶋村侑
強襲揚陸艦「わだつみ」の副長。階級は中佐。25歳。ダルザナの補佐をしており、艦長代理を務めることもある。淡々とした調子で思ったことをはっきり言ってしまう性格だが、思考基準は冷静かつ守勢的でもあり、ダルザナからはたびたびそれを「モテない理由」と言われている。
第2クールにおいても戦艦デューカリオンの副長を務めている。
筧 至鋼（かけい しごう）
声 - 古川慎
強襲揚陸艦「わだつみ」の機関士。階級は軍曹。24歳。
第2クールにおいても戦艦デューカリオンの機関士を務めている。
エーリス・ハッキネン
声 - やまむらいさと
第2クールから登場。総司令部に務める軍の高官で、階級は中将。伊奈帆を「正規兵として迎え入れたい」と軍へ勧誘し、彼にアナリティカルエンジンを渡した人物。戦艦デューカリオンのことは遊撃部隊として扱っている。ヴァース帝国軍を侮っており、ほとんど危機感を抱いていない。第22話にて、連合軍部隊をサテライト・ベルトに集結させ、帝国の月面基地と周囲の揚陸城を攻略する「オペレーション・ルナゲート」を発動するが、その裏には秘密裏にアサルト部隊を基地へと送り込み、アセイラム姫を暗殺しようとする策略があった。その後のアセイラムの演説には、月を見捨てたのか内紛で割れたのか判断が付きかねている様子であった。
ジョン・ヒュームレイ
声 - 細谷佳正
鞠戸の戦友だった連合軍の軍人で、ダルザナの実兄。故人。15年前に連合軍の戦車隊の一員として、鞠戸と共に種子島にてオルレインの専用機デューカリオンを迎撃するが、全く歯がたたず乗っていた戦車を大破させられる。その際、残骸に足を挟まれて炎上する車内から脱出が出来なくなり、生きたまま焼かれてしまう。その苦しみのあまり、鞠戸に自らを殺すように懇願し、彼にやむなく射殺される。このことが鞠戸のトラウマとなってPTSDを患わせ、15年経った現在も彼を苦しませ続けている。

### ヴァース帝国

#### 皇族
レイレガリア・ヴァース・レイヴァース
声 - 小川真司、菅生隆之（第23話）
ヴァース帝国の皇帝で、アセイラムの祖父。70歳。当初は火星に派遣された調査団の一員だった。古代火星に存在した高度文明の管理システムから「継承者」として認められ、軍事的・政治的に強大な力を得ることになったが、アルドノア利権をめぐり、経済的な圧迫を加える地球側に反感を覚え、ついに開拓民を扇動して帝国を建国した。後に病により息子のギルゼリアに皇位を譲ったものの、彼の戦死を受けて再び皇帝に復位する。皇女暗殺の報を受けても地球側の意図に疑問を抱き、休戦布告を提案するなど穏健派の冷静な一面もあるが、地球への不信を捨てきれず、最終的には地球・火星間の全面戦争開始を決断してしまう。
第2クールではかなり体調が悪化しており、人工呼吸器の補助を得て、ようやく生き永らえている状態にあった。クランカインやマズゥールカと合流したアセイラムとの面会時には、過去と現在の意識が混濁した状態にあり、彼女に対して「良い姫になれ、そして人を幸福に導け」との言葉を伝えた。面会後に側近が彼の生命維持装置を止めたため、そのまま崩御する。
レムリナ・ヴァース・エンヴァース
声 - 夏川椎菜
第2クールから登場。皇帝レイレガリアの孫娘で、アセイラムの異母妹。足が弱く常に車椅子の状態であり、無重力下の状態でしか地に足を付けることができない。母親がアセイラムとは違うことにより冷遇された過去から、強固な身分制を作り上げた祖父レイレガリアとその血を嫌悪しており、逆意を抱く火星騎士側に与してアセイラムを騙り地球との戦争を扇動する。また、自身と同じく差別され続けてきたスレインに好意を寄せ、アセイラムから全てを奪おうと目論んでいる。しかし、スレインと語らううちに、利用されることを分かっていても彼を支えたいと願い、アセイラムに変装して「スレインを夫として迎えること、火星の支援に頼らず地球圏に新しい王国を築くこと」を全軍へ向けて発表し、アセイラムの生命維持装置を停止させようとするが、直前で思いとどまり部屋を後にする。その後、スレインからアセイラムが危篤状態に陥ったと聞かされた際には、自身が生命維持装置を停止させようとしたのがきっかけではないかと思い、本当にアセイラムに成り代われることを喜ぶと同時に、理由もわからず一人涙した。だが、スレインが（未来の妻になるはずの）自分を徐々にないがしろにしていることに苦しみ、彼の居ぬ間に生命維持装置の部屋を一人で訪れ、スレインがアセイラムの復活を隠蔽していたことに気付き、衝撃を受ける。そしてスレインとの通信から彼が嘘をついていると確信し、アセイラムに面会して彼女に全ての真実を話す。しかし、その後にスレインの手でアセイラム共々拘束されてしまう。そして月面基地への連合軍兵の襲撃で避難することになるが、共にいたアセイラムとエデルリッゾを逃がし、自分一人はその場に残る。スレインが月面基地の放棄を決めた際は、連合軍に投降するよう脱出させられた。

#### 火星騎士
クルーテオ
声 - 速水奨
37家門の騎士の一人。身分は伯爵。37歳。先帝ギルゼリアの反地球思想を受け入れて地球人を「劣等民族」と嫌っており、トロイヤード博士が亡くなってからはスレインの主人となるが、地球出身である彼を「下郎」、「犬」と呼び、快く思っていない。その一方、アセイラムには忠実で、友人であるザーツバルムの行動の真の理由についても知らず、皇女暗殺計画には関わっていない様子を見せる。脱走したスレインを捕らえて拷問し、処刑しようとするが、アセイラムのために全てを敵に回しても忠義を貫こうとした彼の真意に気付き、彼を保護するとともにその志を汲んで地球との停戦を申し入れようとする。しかし、直後にザーツバルムの奇襲を受け、彼が皇女暗殺に関わっていることをようやく悟るが、反撃する間もなくその場で落命する。第2クールにて、息子であるクランカインが登場し、クルーテオの名を継いでいる。
ザーツバルム
声 - 大川透
37家門の騎士の一人。身分は伯爵。43歳。地球側のテロに偽装したアセイラムの謀殺と地球への全面侵攻を画策した人物。表面的にはクルーテオの友人だが、彼の周囲に幾人もスパイを配置して動向を探るなど、いざとなれば排除することさえ躊躇しない冷酷な策士。長きにわたり本国を離れていた事情も手伝って一種の軍閥を形成し、地球との戦争を望む強硬派を主導する立場にあり、アセイラムの死を契機にして他の火星騎士を煽動し地球侵攻を実現する。生活が困難になりつつある火星人の生活をより良くしたいという大義を持っているが、15年前の戦争に尖兵としてオルレインと共に参加した際の一件や、反地球感情を煽ることで国内の結束を固める政策を取るヴァース帝国には冷淡な感情を持ち、地球のみならず皇帝一族にも根深い恨みを持っている。その一方で、15年前に助けられたという過去からスレインの父親であるトロイヤード博士には恩義を感じており、それに報いる義務としてスレインを保護し、自ら過去と謀殺計画の真相を語るが、アセイラムを殺さないで欲しいというスレインの要望を聞き届けることは無かった。アセイラムが地球連合本部から発した休戦の呼びかけも意図的に遮断し、自らの揚陸城を地球連合本部に降下させて決戦に挑むが、伊奈帆とのカタフラクトでの一騎討ちに敗れ、アセイラムに揚陸城のアルドノアを強制停止され、地球連合軍に敗北。その後、アルドノアの間にいたアセイラムを見つけ銃撃するが、それを見て激昂したスレインの銃撃を受け、死を覚悟して自分に止めをさすよう命じる。
第2クールでは、最後の銃撃戦の後、スレインから持ちかけられた「野望を果たせぬまま死ぬか、アセイラムを見逃す代わりに生き続けるか」という取引に応じたことが明かされる。それに伴ってスレインを配下とし、レムリナを利用して戦争を継続させ、地球侵略を進めている。スレインのことは自身の後継者足り得る器と見込んでいたらしく、スレインが他の伯爵達に咎められていたのを機に養子に取る旨を宣言する。直後の戦闘でスレインによって、彼が伊奈帆を倒すために仕掛けた罠に嵌められ落命するが、その最期は彼の愛憎入り混じった「お父さん」という言葉に「悪くない」と微笑むなど、まんざらでもない様子であった。
トリルラン
声 - 櫻井孝宏
ザーツバルムの配下の一人。身分は男爵。25歳。表向きはクルーテオの食客だが、実際はクルーテオ側の内部事情を探るスパイで、アセイラム謀殺を企てた勢力の一人。地球人を「ネズミ」と呼び、いたぶり殺すことを楽しむ残忍な性格。スレインを従えて地球に出撃しテロ実行犯の口封じを行うが、その性格が災いして生き残りであるライエを取り逃がし、その後の戦闘で伊奈帆に乗機のニロケラスの特性を見抜かれて撃破され、脱出する。戦闘の最中にアセイラムの生存を知り、逆賊になることを避けるべく今度こそ彼女を殺そうと息巻くが、焦りのあまりアセイラムの謀殺計画について公表してしまい、その場にいたスレインにそれを聞かれて銃を奪われ、射殺される。その後、スレインは謀殺を企む黒幕にアセイラムの生存を隠すため、彼の死を隕石爆撃に巻き込まれたためと報告、戦死として扱われる。
ブラド
声 - 安元洋貴
クルーテオの配下の一人。身分は騎士。44歳。銃火器などの飛び道具を「無粋」として嫌い、カタフラクト戦でも剣のみで戦う。クルーテオの命で港にいた伊奈帆らを襲撃するが、初戦では港のガントリークレーンを使った作戦によって機体を中破され、取り逃がす。その後、自らの名誉回復のために火星側の休戦布告を無視して強襲揚陸艦「わだつみ」を強襲するが、伊奈帆の策略に嵌って彼の機体ごと海へ落下、アルギュレのビームサーベルが放つ熱量で発生した水蒸気爆発に巻き込まれ、戦死する。
フェミーアン
声 - 甲斐田ゆき
37家門の騎士の一人。身分は伯爵。28歳。女性で一人称は「わらわ」。好戦的な性格で、自らの領地とした種子島に入港しようとした強襲揚陸艦「わだつみ」に単独攻撃を仕掛ける。しかし伊奈帆の作戦によりヘラスの腕を全て破壊され、さらに種子島内部に隠されていた戦艦デューカリオンの体当たりにより乗機が破損したところをライエの追撃によって撃破され、戦死する。
オルレイン
声 - 能登麻美子
ザーツバルムの婚約者だった火星騎士の女性。身分は子爵。15年前、飛行能力を有するカタフラクトを所持していたのは彼女とザーツバルムのみだったために種子島へと降下し、専用機デューカリオンで先制攻撃をかけた。その際にヘブンズ・フォールが発生したために帰投しようとしたが、デューカリオンの重力制御システムがヘブンズ・フォールの影響を受けて飛び立てなくなり、月の破片の落着に巻き込まれて生死不明（死亡扱い）となる。その後、彼女の機体は地球連合軍側に鹵獲されている。
ヤーコイム
声 - 興津和幸
第2クールから登場。身分は男爵。エリシウムに搭乗し戦艦デューカリオンを襲撃するが、伊奈帆の策に敗れて戦死する。追い詰められた今際の際には伊奈帆の戦術に「お見事」と呟き、従容として死に就くなど、潔い最後であった。
マリルシャン
声 - 千葉進歩
第2クールから登場。37家門の騎士の一人。身分は伯爵。地球人であるスレインを毛嫌いしているが、その実力は認めている。しかし、マズゥールカの消息不明を受けてスレインへの憎しみを募らせ、アセイラム（レムリナ）に面会し、スレインに近衛兵の座を掛けた勝負を挑む。決闘では乗機の攻撃方法を生かした戦法でスレインを追い詰めるが、彼の策に乗せられて逆に窮地に陥り、最後は宇宙空間に生身で放り出されて死亡した。その後、自身の資産は全てスレインへと譲渡（没収）され、カタフラクトもハークライトの物となった。
バルークルス
声 - 竹内良太
第2クールから登場。37家門の騎士の一人。身分は伯爵。マリルシャン同様、地球人であるスレインのことを快く思っていない。マリルシャンがアセイラムに面会を頼んだ際は彼に同行し、マリルシャンとスレインの決闘時にはハークライトと共に立会人を務めた。マリルシャンの勝利を疑っていなかったが、彼の敗死を受けて屈辱と無念さに体を震わせながらも結果を受け入れた。その後は心変わりをしたのか、レムリナの建国宣言に同意してスレインへの全面的な協力を約束する。月への連合軍の攻撃の際はスレインのために駆けつけた。最終決戦ではハークライトと共に連合軍に投降しろというスレインの命令に逆らい、彼のために戦い続け、デューカリオンに特攻した。
マズゥールカ
声 - 豊永利行
第2クールから登場。37家門の騎士の一人。身分は伯爵。地球資源やインフラの円滑な取得と、労働力確保のために破壊的な活動を極力控えていたが、バルークルスの言葉に乗せられて出撃。鞠戸達の部隊を追い詰めるも、伊奈帆と戦艦デューカリオンの介入で乗機を大破され、敗北する。他の火星騎士と違い、地球人に対して恨みの感情を抱いておらず、地球のことをもっとよく知りたいと願っていた。敗北後は地球連合軍の捕虜となっていたが、彼の人柄を見込んだ伊奈帆とライエの手助けを受けて脱走。伊奈帆から「今のアセイラムは偽者だ」と聞かされ、アセイラムの居場所と彼女が本物なのかの確認、そしてスレインの目的を探るよう依頼され、無事に揚陸城へ帰還を果たすも、既にバルークルスのような反スレイン派の貴族までがスレインに帰順していることを知る。しかし、目的を果たすためその状況すらも利用し、スレインに恭順したと見せかけてバルークルスの仲介でアセイラム（レムリナ）に面会する。さらにエデルリッゾにも会ったことで、伊奈帆の話が本当だと確信を抱く。その後は月面基地から脱出した本物のアセイラムを自身の揚陸城へと保護する。
セルナキス
声 - 手塚ヒロミチ
第2クールから本格的に登場。37家門の騎士の一人。身分は伯爵。第1クールではアメリカのニューオーリンズに揚陸城を落着させた。それ以降は対峙した地球連合軍の部隊をことごとく退けてきたが、第2クールでは鞠戸やユキ、韻子たちの部隊と戦うことになり、戦闘中に伊奈帆の観測を受けた戦艦デューカリオンの主砲弾の直撃を受けて乗機が爆発、戦死する。
ゼブリン
声 - 木島隆一
第2クールから本格的に登場。37家門の騎士の一人。身分は伯爵。第1クールではモザンビークのマプトに揚陸城を落着させた。第2クールでは共にザーツバルムの旧友であったオルガ、ラフィアと、スレインとの会談の場を設ける。その後はスレインの理念に賛同し、地球連合軍に対し自身とオルガ、ラフィアによる連携攻撃作戦を展開する。2度目の戦闘ではラフィアと機体を合体させて戦況を有利に進めるが、上空から降下してきた伊奈帆の攻撃を受け、電撃の欠点を見抜かれて機体を撃破され、戦死する。
ラフィア
声 - 生天目仁美
第2クールから登場。37家門の騎士の一人。身分は伯爵。ゼブリン、オルガと共にスレインの理念に賛同し、地球連合軍への連携攻撃を担う。2度目の戦闘ではゼブリンと機体を合体して戦いを進めるが、ユキの長距離射撃で片足を撃ち抜かれて合体を解かれ、ゼブリンの指示で撤退を図るが、ユキが放った弾丸の直撃を受けて機体を撃破され、戦死する。
オルガ
声 - 三宅健太
第2クールから登場。37家門の騎士の一人。身分は伯爵。ゼブリン、ラフィアと共にスレインの理念に賛同し、地球連合軍への連携攻撃を担う。2度目の戦闘ではゼブリンとラフィアがやられたことに激昂し、多数の分身を作り出して連合軍部隊を追い詰めるものの、伊奈帆が乗機の能力の真相を見抜いたことで全ての機体を同時に撃破されてしまい、戦死する。
クランカイン
声 - 逢坂良太
第2クールから登場。37家門の騎士の一人。身分は伯爵。クルーテオの息子。スレインに会うため、火星本国からザーツバルムの弔問という形で地球圏へとやって来る。父とは反対に地球人に対する敵意は持たず、むしろ理性的な見方をしている様子がうかがえる。父の名を受け継いでいるが、本人によると「まだその名で呼ばれるのは慣れていない」とのこと。生粋の皇帝派であり、スレインに対してその本質を見定めようとしていた。地球連合軍のアサルト部隊に襲われていたアセイラムを助け、その後は彼女を連れて月面基地を出奔。マズゥールカの揚陸城へと彼女を匿う。そして自身の地位と人脈をアセイラムのために差し出し、彼女と婚姻を結ぶ。戦後は女王となったアセイラムから、地球の空が青い理由を教えられている。

#### その他
エデルリッゾ
声 - 水瀬いのり
アセイラムの侍女。12歳。物語開始の2年前に教師役をしていたスレインの代わりの世話係として、アセイラムの従者が用意した火星人の少女。火星の選民思想の影響から地球人にいい感情を抱いておらず、スレインに対しても厳しい目で見ている。アセイラムに対しては健気に仕えているが、年下であるため思考や立ち回りは相応に子供らしい面もある。しかし、いざという時には身を挺して彼女を守ったり、ハンヴィーを運転するといった行動力を見せる。避難民に変装したアセイラムに付き従い、種子島で彼女が正体を明かすまでは「セラムの妹」として振る舞っていた。アセイラムの行動に苦慮しながら、彼女の希望である火星と連絡が取れる拠点を目指す。
第2クールでは火星側に戻り、レムリナの侍女を務めながらもアセイラムの目覚めを待ち、目覚めた後は彼女の介護にあたる。スレインの変わり様に驚くアセイラムには、スレインは昔からずっと変わっていないと告げている。戦後は、束ねていた髪を下ろしている。
ハークライト
声 - 平川大輔
第2クールから登場。スレインの部下。下級階層の出身者で、爵位は持たない。自身の出自から身分の差を深く実感しており、地球人でありながら出世したスレインを蔑まず、純粋に尊敬して支えている。アセイラム（レムリナ）の建国宣言後はスレインに敵対的な火星騎士の炙り出しを行うなど精力的に動き、スレインからマリルシャンの乗機であったハーシェルと「騎士」の爵位を授かる。月面基地付近での戦闘では、バルークルスと共に地球連合軍の部隊を迎え撃っている。最終決戦では連合軍への投降を命じたスレインに逆らって戦闘を続け、バルークルスと二人でデューカリオンに特攻した。
ウォルフ・アリアーシュ
声 - 木下浩之
アセイラム暗殺未遂事件の実行犯で、ライエの父。ヴァース帝国の強硬派のスパイであり、地球攻撃の大義名分を作るため、皇女暗殺の機会を狙って仲間たちや娘と共に長年潜伏していた。任務達成後は火星に凱旋し爵位を与えられる約束であったが、謀殺計画の真相が発覚することを恐れたトリルランによって仲間もろとも殺される。

### 漫画版の登場人物
三影 陽弥（みかげ はるや）、三影 弥月（みかげ みづき）
スピンオフコミック『ALDNOAH.ZERO外伝 1 TWIN GEMINI』に登場。地球側の双子である兄妹。14歳の中学生。亡くなった母に「太陽と月」に由来して付けられた名だが、月が「砕けている」こともあり、弥月が苛められ、陽弥は助ける際に右の額に傷（本人曰く「男の勲章」。ただし、「苛められているのに気付けなかった」と悔やんでいる）を負う。カタフラクトの学校での正式な訓練は高等学校からだが、父の方針で種々の生存術の1つとしてカタフラクトの操縦も教わっていた。兄妹では、弥月の方が操縦が上手い。
アニメでは、最終話の1カット（アセイラムのアルドノア炉起動式典での祭陽希咲、詰城祐太朗、筧至鋼らの左端）に、それらしき人物が登場している。
三影 蒼雲（みかげ そううん）
スピンオフコミック『ALDNOAH.ZERO外伝 1 TWIN GEMINI』に登場。地球連合軍中佐。46歳。三影陽弥と弥月の父。札幌防衛戦で搭乗機のアレイオンの脱出モジュールが融着し、脱出不能となり戦死する。
ヴィリー・フェルゼン
スピンオフコミック『ALDNOAH.ZERO外伝 1 TWIN GEMINI』に登場。地球連合軍准尉。23歳。実は、潜入工作員であり、その正体はリベルティナの許嫁であるジョヴァンニ。
青坂 氷柱（あおさか つらら）
スピンオフコミック『ALDNOAH.ZERO外伝 1 TWIN GEMINI』に登場。地球連合軍中尉。24歳。幼少時から三影蒼雲の支援を受けた子供達の1人で、陽弥と弥月の世話もしていたお姉さん的存在。
ケテラテッセ
スピンオフコミック『ALDNOAH.ZERO外伝 1 TWIN GEMINI』に登場。火星騎士で37家門の騎士の一人。身分は伯爵。専用機はゲリュオン。クルーテオに敵対心を抱いている。揚陸城を地球に降下させ、北京に侵攻する一方で北海道の制圧も目論む。なお、TVアニメ本編（第1クールの第2話冒頭）にもわずかだが登場している。
リビティナ
スピンオフコミック『ALDNOAH.ZERO外伝 1 TWIN GEMINI』に登場。火星騎士の一人。身分は子爵。リベルティナとは双子姉妹で姉。ケテラテッセの配下の一人。妹と二人での専用機はアキダリア。地球人を劣等と侮蔑し殲滅に打って出ることが多い火星騎士が多い中、地球人の命を重んじ可能な限りでの無殺傷で札幌へと攻撃を仕掛ける。
リベルティナ
スピンオフコミック『ALDNOAH.ZERO外伝 1 TWIN GEMINI』に登場。火星騎士の一人。身分は子爵。リビティナとは双子姉妹で妹。ケテラテッセの配下の一人。姉と二人での専用機はアキダリア。アキダリアでは敵カタフラクトのコントロールを奪取後における脳波コントロールを担当。自殺した父親譲りの頑固な性格。

## 登場兵器

### 地球連合軍の兵器

#### 連合軍のカタフラクト
KG-6 スレイプニール
地球連合軍のカタフラクト。機体色はオレンジ。後述するアレイオンの前世代機で、主に訓練用として使用されている。武装はアレイオンと互換性がある。その他、オプション装備として「タクティカルスーツ」や「コンフォーマルパワーアシスト」という強化システムが用意されている。脚部に推進器と滑空用の大型安定翼を持ち、これを展開することで短時間ながら低高度を飛行することが出来るほか、緊急時にはスタビライザーを盾として使用可能である。また、モジュール式脱出装置を備えている。
作中の日本では高校においてカタフラクトを用いた兵科教練を受けることが必修となっており、伊奈帆らはこの機体で教習を受けていた。開戦後、ニロケラスに対抗するため伊奈帆らは高校で保管されていた本機を3機持ち出し「わだつみ」と合流、種子島に向かう途中のアルギュレとの戦闘で1機が失われている。伊奈帆は軍属となってからも、慣れていて軽い機体が良いとして本機を使い続けている。技術的熟成が進んだ機体ゆえに、数多くのオプション装備の選択肢があり、それらを活用することで柔軟かつ効果的な運用が可能だという面も、伊奈帆にとっては戦闘時の利便性に繋がっていたと思われる。
第2クールでは宇宙仕様の装備も登場する。機体番号は「00」。第13話では伊奈帆が対エリシウム用にレバーアクション方式の203ミリグレネードライフルを使用した。また、対タルシス戦においては彼専用の最終決戦仕様が用意されている。
- タクティカルスーツ - 対アルギュレ用に伊奈帆が装着した装備。リアクティブアーマーが追加されている。
- コンフォーマルパワーアシスト - ザーツバルムの揚陸城攻略作戦の際に伊奈帆が装着した装備。小型ミサイルを多数搭載しているほか、下部の車輪で高速移動が可能となっている。
- 宇宙仕様 - 肩部に8基のワイヤーユニット、脚部にキッカーユニット、武装として無反動銃を装備する。ワイヤーは岩石に射出して軌道を変更でき、キッカーユニットはカートリッジ（燃料カプセル）入りで、それを消費して宇宙を移動する。デューカリオンへの着艦時は足先のアレスティングフックを使用する。武装の無反動銃は長砲身で、機体が流されずに射撃できる。

- 最終決戦仕様 - 第23話にて地球連合とヴァース帝国との最終決戦前に完成した装備。対タルシス用として、新たに刀身が機体の全高に及ぶほど長い刀が収められた鞘ユニットと、機体を覆うように展開するシールドユニットが装着されたほか、肩部にもキッカーユニットが追加されている。

KG-7 アレイオン
地球連合軍の主力量産型カタフラクト。機体色は緑褐色（鶯色）。武装は75ミリマシンガン、75ミリハンドガン、グレネードランチャー、120ミリライフル、格闘用ナイフなど。スレイプニールよりも小型化された安定翼を持つ。また、正式装備の中にスレイプニールとも互換性のある外装式のリアクティブアーマーがある。前世代機であるスレイプニールに比べ装甲が増強されており防御力は優れているが、その分機動性の面では若干劣っており、総合面ではさほど性能向上が見られないためか、伊奈帆の乗機に選ばれることはなかった。
第2クールにおいては、宇宙仕様が登場する（機能・武装共にスレイプニールと共通）。また、対ステイギス戦では「電磁グリッド」という半透明の傘状の盾を使用している。各機体は戦術データリンクで繋がっており、ユキ達が伊奈帆の戦闘データを参照している。
- 電磁グリッド - 「傘」と呼ばれる宇宙空間で使用する盾。円形に広がり、ローレンツ力でデブリや敵弾を防げるが、被弾し続けると機能を失う。

#### 連合軍の艦艇
揚陸艇
エア・クッション型の揚陸艇。カタフラクトを4機搭載して輸送できる他、艦橋の両脇に8連装SSM発射機を1基ずつ装備している。避難民の救出、更にニロケラスと戦う伊奈帆達の援護を行った。
わだつみ
UFE第四護衛艦隊所属の強襲揚陸艦。カタフラクトおよび揚陸艇を搭載でき、カタフラクトの母艦機能を持つ。逆船首形状を持ち、インボード式2基デッキサイド式1基の計3基のエレベーターを搭載。艦内後部にウェルドックを装備している。武装は127ミリ速射砲3基、CIWS2基、VLS20セル、8連装発射機を1基装備する。下向きの湾曲煙突が特徴。ヘラスとの戦闘で甚大な損傷を受けるが機関が無事だったため、攻撃を避けるために種子島の隠しドックへ強引に入港・座礁し破棄された。
第2クールでは同型艦が登場し、偵察任務から帰ったユキと鞠戸を収容している。
デューカリオン（戦艦）
種子島の秘匿基地で対火星軍用の兵器として実験的に開発され、格納されていた飛行戦艦。カタフラクトのデューカリオンから移されたアルドノアドライブを動力源としているが、肝心のアルドノア起動の術を見出せなかったため、実用化が暗礁に乗り上げた格好になり、計画は凍結状態となって半ば放棄されていた。「わだつみ」が基地に避難した際にアセイラムの手で起動され、「わだつみ」の乗員と物資を移して伊奈帆達の新たな母艦となる。巨大な船体ながら離水・大気圏内の飛行が可能。艦橋の壁面に「DEUCALION」と銘打たれたプレートが飾られている。
武装として大口径の3連装主砲4基や艦首や艦底に多数のミサイル発射口を備え、カタフラクトの母艦機能も有する。主砲は連射が可能。アセイラムがライエに襲われた影響でアルドノアが機能停止し墜落するが、再起動に成功し、地球連合軍本部に無事到着した。その後はロシアのノヴォスタリスクの戦闘にて、アルドノア停止作戦の中核的存在となるも、敵の襲撃で機関部が損傷、アセイラムをザーツバルムの揚陸城に送り届けるべく突撃し、擱座した。
第2クールでは損傷した部分は修復されている。所属しているカタフラクト部隊は「マスタング小隊」。第18話以降は「クライスデール小隊」も所属している。第21話では、新装備のカタパルトモジュールが追加される。
- カタパルトモジュール - 艦体の左右にカタフラクト格納庫が置かれ、搭載数が増加。戦闘時はコンテナとワイヤーユニットを垂直に展開する。機体は遠心力で打ち出されて発艦する。

#### その他の兵器
戦闘機
地球の航空戦力としてF-22が多数、揚陸城やスカイキャリアの迎撃に投入される。
輸送機
地球カタフラクトを輸送する四発の大型の軍用輸送機。第21話ではスレイプニールを空輸した。
戦車
回想シーンのみ登場。かつての地球連合軍に90式戦車が配備されていた。15年前の種子島での戦闘に投入されたが全て撃破された。
装甲車
大径の車輪を持つ4輪の装甲車。操縦室、兵員室共に潜望鏡ではなく窓ガラスによって外部視界を確保している。車内には多数の人員を収容可能。避難民の収容・輸送に用いられた。作中では「輸送車」と呼ばれている。
ハンヴィー
アセイラムが地球連合本部をデューカリオンで脱出する際に使用されたほか、最終話のラストシーンにも登場する。
カタフラクト輸送用トレーラー
地球カタフラフト用の大型装輪輸送車。スレイプニールやアレイオンの運搬に用いられている。ニロケラスを誘導するための囮にも使われた。作中では「トレーラー」と呼ばれている。

### ヴァース帝国軍の兵器

#### 帝国軍のカタフラクト
ニロケラス
火星騎士のトリルラン専用機。巨大なマント状の腕を使った格闘攻撃を行う。機体表面に特殊なフィールド「次元バリア」を展開でき、光線を含めた全ての物理現象を吸収・消滅させ、敵からの攻撃を無効化する。一見無敵に見えるが、特性上は展開すると直接視界を得ることができず、「鷹の目」と呼ぶ浮遊型外部カメラを散布して視覚を確保する必要がある。また足裏部の接地面や外部カメラのデータ受信部などのバリアで覆えない隙間も存在する。また、本来ならバリア展開中は外部からはほぼ黒一色に見えるはずだが、これにはバリアの上に元のカラーリングを光学迷彩で展開・投影することでバリアの隙間の発覚を防いでいる。伊奈帆の立案した作戦で海に落とされたことで海水が吸い込まれない箇所からバリアの隙間の位置を割り出され、撃破された。なお、元の設定では腕が展開するギミックは無かった。
アルギュレ
火星騎士のブラド専用機。装甲はさほど厚くはないが、その分機動性は高い。ブラドの流儀からか遠隔火器を一切装備しておらず、左右の腰部スリットに一基ずつビームサーベルの発振器を装備している。伊奈帆との初戦では、彼の作戦であるガントリークレーンを使った攻撃で頭部が半壊したことと、わだつみが救援として現れたため不利を悟り撤退を余儀なくされる。その後頭部を応急処置してリベンジ戦に挑むも伊奈帆の策で海へ落下、自身のビームサーベルの圧倒的な熱量によって発生した水蒸気爆発に巻き込まれて破壊された。なお、元のデザインでは、腰アーマーが翼のように展開できる予定であった。
ヘラス
火星騎士のフェミーアン専用機。巨大な腕を6本装備しており、これらにはそれぞれソロモン72柱の悪魔における伯爵の地位にあるものの名が付けられ（ボティス、マラクス、ロノウェ、ハルファス、ラウム、ヴィネ）、フェミーアンは「眷属」と呼ぶ。それらをロケットパンチのように飛ばし、遠隔操作することで攻撃を行う。これらの腕は「巨大分子と化している」との説明がスレインからされたように通常の攻撃では腕の破壊はできず、HE弾によって進行方向を逸らすのが精一杯である。破壊できるチャンスは分子構造が戻る平手の状態で指を狙う、または装甲で覆われていない背面エンジンを狙うかの2つ。腕が全て破壊された場合の切り札として、機体自体が変形し体当たり攻撃をすることもできる。伊奈帆とスレインの連携の前に全ての腕を破壊され、体当たり攻撃を敢行するが、突如現れたデューカリオンの船底に激突・中破し、直後にライエが乗るアレイオンの狙撃で撃破された。なお、主に腕（ロケットパンチ）は揚陸城内に置いてあるが、実際のヘラスの腕の最大搭載数はかなり多く、6本どころかそれ以上装備できる。
デューカリオン（カタフラクト）
火星騎士のオルレイン専用機。15年前の戦争の際、ヘブンズフォール発生より前に種子島に降下した大型機。種子島に駐屯していた連合軍部隊を壊滅させ、直後に発生したヘブンズフォールの影響によって破壊されたと思われていた。経緯は不明だが、種子島の秘匿基地に半壊した状態で鹵獲され、搭載していたアルドノアドライブは、その一部機能諸共、戦艦のデューカリオンに移植されている。鞠戸が提出した種子島レポートの黙殺はこの機体の鹵獲を隠匿するために行われたのだと推察されている。鞠戸にとって因縁の機体。重力を制御する能力があり、戦車の砲弾を弾いたり、最寄の物体を宙へ浮遊させて放擲するなどの能力を有している。他の火星製カタフラクトと違って人型をしておらず、巨大な3本の脚を持つ。
タルシス
火星騎士のクルーテオ専用機。崩壊したクルーテオの揚陸城からザーツバルムによって奪取された純白の機体。当初はアルドノアドライブが停止していたが、揚陸城内での決戦時、タルシスの中へ逃げ込んだスレインが搭乗した際に突然起動し、その後は彼の専用機となる。攻撃を受けてもその弾道を予測し、正確に回避するなどの未来を予測する能力を持っているが、直接は攻撃に転用できない能力のため、両腕に備えられているシールドに内蔵された機銃を武器としており、火力そのものは敵を撃破しうる最低限の水準に留まっている。その代わりに未来予知を最大限活かすために機動性・反応速度・精密動作性・索敵能力を最大限追求した設計がなされ、結果として地球側カタフラクトの完全上位互換にして理想といえる機体となった。なお、シールド裏には鋏状にもなるブレードが格納され、格闘戦も行える。能力の特性上、乗り手に恵まれなければ真価を発揮できない機体でもあり、ザーツバルムは本機に対して「クルーテオには過ぎた機体」と言っていた。
第2クールにおいてはスレインの搭乗機として活躍。アナリティカルエンジンを持つ伊奈帆と互角の戦いを繰り広げた他、トライデント基地を単騎襲撃して壊滅させ、マリルシャンのハーシェルとの決闘を制するなど、スレインの躍進を支えた。最終決戦で伊奈帆と対峙するも、捕まえてしまえば未来予測も意味がないと網状に展開した複数のワイヤーアンカーにより捕獲されて量子演算アンテナが破壊されたために未来予測機能をカットし、お互い弾薬を撃ち尽くして近接兵器での激闘の果てにコクピット部分を拳で叩きこまれ制御不能になり、そのまま大気圏に突入して燃え尽きるかと思われたが伊奈帆のカタフラクトをドラッグシュートの代わりとすることで大破しつつも2人とも生存することができた。
ディオスクリア
火星騎士のザーツバルム専用機。機体名は火星の古い地図に見られる地名に由来する。飛行形態時は単体で大気圏内外を飛行可能で、15年前の侵攻時にはデューカリオンと共に火星の先鋒として種子島に降下した。分離時は6分割構成で、全機が人型形態と飛行形態になれる（飛行支援機が歪な形状なのは、人型だったものを無理に飛行機械へと改造したため）。中心部となるコアロボットのアルドノアドライブの固有能力は、他のアルドノアドライブとの接続・制御であり、これにより火星のアルドノアドライブ研究に貢献してきた。また、暗号通信の傍受能力や、電子機器に感知されないステルス機能を持つ（目視では普通に認識できる）。オプション兵装としてミサイルポッドを装着可能。合体時は複数のアルドノアドライブ能力（ニロケラスの次元バリア、アルギュレのビームサーベル、ヘラスのロケットパンチ）を制御して、各武装を使用する。
複数のアルドノアドライブ能力を使用できることから一見無敵に思えるが、ロケットパンチを使用する間は干渉する恐れがあるため次元バリアを解除しなければならないなど、複数の機能を同時使用できない上に、それぞれの弱点も有している。その点を見抜いた伊奈帆によって損傷を重ねて各個撃破され、コアロボットのみにされてなお挑みかかるも、一方的に打ち負かされ撃破された。
ディオスクリアII
第2クールから登場。伊奈帆に破壊されたディオスクリアを大改修した機体。外観、能力共にほぼ変わってはいないが、旧ディオスクリアの時にバリアの隙間を見破られた教訓からバリアの隙間の位置を変えている。
伊奈帆によって、故意に切り離した脚部ユニットの爆散した破片を多数当てられたことでバリアの隙間を見破られ、韻子の銃撃によりバリア機能が破損。最終的に、スレインが罠として仕掛けていた地球の衛星軌道に沿う弾丸の通り道に入ってしまったことによって破壊された。
エリシウム
第2クールから登場。火星騎士のヤーコイム専用機。「氷結のエリシウム」の異名を持つ。アルドノアドライブの固有能力は、半径一キロ以内の全ての物体の分子運動を止めて熱量を奪い、凍結させる「エントロピーリデューサー」。なお、奪った熱は次元の裏側に隠されている。遠距離からの射撃で飛来する弾丸に対しては超電導効果が働き命中する前に逸れてしまい、炸裂弾も弾頭を凍結させて無力化する。しかし、エントロピーリデューサーの発動には他の武装を犠牲にしなければならず、実質的にアルドノアドライブの能力一点に頼った機体となっている。地球側カタフラクトをパイロットごと凍結させて多数撃破するが、戦場に復帰した伊奈帆によって能力の範囲に入ってから弾丸が凍結するまでにかかる時間を見抜かれ、安全装置を解除したグレネードランチャーの弾をスレイプニールの至近距離で爆発させ、自らを熱しながら進撃するという奇策で能力を攻略され、最後は零距離射撃を受けたことで奪った熱を撒き散らし周囲を灼熱化した後、爆散した。
シレーン
第2クールから登場。火星騎士のマズゥールカ専用機。アルドノアドライブの固有能力は、肩部に搭載した6基の球状ポッドによる重力波の発生。機体周囲に浮遊させたポッドが引力と斥力を発生させながら回転する事で高速振動する重力障壁（要は竜巻）を発生させ、接近した相手を潮汐力でバラバラにできるほか、振動で脳震盪を起こし敵パイロットを無力化する事ができる。しかし、地上では水平方向からの攻撃に対しては鉄壁の防御を誇る反面、垂直方向からの攻撃に対しては無防備となっている。鞠戸やユキが所属する部隊と交戦し彼らを追い詰めるが、死角である上空から伊奈帆の補正を受けた戦艦デューカリオンの主砲弾を浴びて両腕を破壊され、能力が発動できなくなり鞠戸に取り押さえられた。その後、機体の残骸は伊奈帆達の手で回収されている。
ハーシェル
第2クールから登場。火星騎士のマリルシャン専用機。アルドノアドライブの固有能力は、機体周囲の空間へのエネルギー遠隔供給。基本的に肩部と脚部に多数搭載した遠隔無線誘導兵器の「バレット」への補給に用いられ、バレットが破壊されない限り無限に放たれ続けるオールレンジ攻撃はタルシスの未来予測をもってしても対処が困難であるが、狭い空間では衝突回避機能が優先され無力化されるという弱点もある。また、バレットをマニピュレーターで保持しビームライフルの様な手持ち武器として使うこともできる。
マリルシャンがスレインのタルシスと決闘することになり、終始優位に戦況を進めるものの、月面基地建設時の資材搬入路へと誘い込まれてバレットを破壊されたことで形勢が逆転。最後はタルシスのブレードで頭部ごとコクピットハッチを切り飛ばされ、その際にマリルシャンは宇宙へ放り出されて死亡している。その後、修復された機体はスレインによりハークライトへ譲渡された。地球連合軍との決戦では、ほぼ全てのバレットを失いデューカリオンに特攻した。
オクタンティス
第2クールから登場。火星騎士のバルークルス専用機。アルドノアドライブの固有能力は、ヘラス直系の仮想分子創造能力。全身が濃紺色で、傘のような胴体と太い四肢を持つ。他のカタフラクトと比べると小柄。背面には多数のスラスターが搭載されている。武装は2個装備した超電磁ボビン。能力で創造した仮想分子を並べたモノフィラメントワイヤーカッターにより、敵カタフラクトを軽々と切り裂く威力を発揮する。なお、超電磁ボビンは両手で高速回転させて敵弾を防ぐバリアとしても使える。最後はユキ、ライエ、韻子の攻撃により右腕を破損し、ハーシェルと共にデューカリオンに特攻した。
ソリス
第2クールから本格的に登場。火星騎士のセルナキス専用機。「灼熱のソリス」の異名を持つ。頭部形状からユキからは「カエル頭」とも呼ばれた。四肢が手足の先にさらに手足を繋ぎ合わせたような独特の形状が特徴。サテライト・ベルトまで届くほどの長射程・高威力に加え、あまりの速さに回避も実質不可能な光学兵器（レーザー）を武器に、第1クールから長期間、地球連合軍部隊を退けてきた。このレーザーは通常、目標を狙い撃つように用いるが、出力調整で速射も可能。しかし軌道が直進のみのため、地平線や水平線に隠れた目標には命中しない。鞠戸やユキ、韻子たちの部隊を囮に、戦艦デューカリオンをメインとする攻略作戦が行われ、地球の丸みと実体弾の曲射、伊奈帆のアナリティカル・エンジンによる観測を利用した戦術により、水平線の陰に隠れたデューカリオンからの一方的な艦砲射撃に晒されるなど苦戦を強いられる。レーザー通信の中継を担っていた無人機を破壊することで自身の位置情報を秘匿しようとするが、最後はユキのアレイオンをレーザーで狙った直後、伊奈帆の指示でライエが放った曳光弾による着弾位置修正指示を受けたデューカリオンの主砲の直撃を受け、撃破された。
エレクトリス
第2クールから本格的に登場。火星騎士のゼブリン専用機。デューカリオンなどと同じく人型をしていない異形のカタフラクト。武装は機体前方から放つ電撃で、周囲へと放電させることも可能。この電撃は銃弾を弾く盾としても機能するほか、地球側が張った煙幕を無効化し、電子機器にも甚大なダメージを与え使用不能にする。無論、直撃させれば敵カタフラクトを撃破可能。第1クールではマプトの地球連合軍基地を襲撃した。第2クールではアセイラムの建国宣言後にスレイン側に付いたオルガ、ラフィア伯爵と共に地球連合軍の部隊に連携攻撃を仕掛ける。2度目の戦闘ではスカンディアとの合体で透明化を利用して連合軍を蹴散らすが、伊奈帆に「同じ電位にある物体に雷は落ちない」という性質を利用され、宇宙仕様のワイヤーアンカーを接続するという策で同電位状態になったスレイプニールによる上空からの連続射撃で撃破される。
スカンディア
第2クールから登場。火星騎士のラフィア専用機。女性的なフォルムとケンタウロスのような四脚が特徴。機体全体を光学迷彩で完全に秘匿することができ、奇襲戦等で真価を発揮する。そのステルス性能はサーモグラフィーにも反応せず影すら落とさないが、行動の際に生じる大気の動きまでは隠蔽できないため、煙幕などを張られると位置が露呈してしまう。武装は炸薬弾を放つボウガン。また、頭部にはバルカン砲が搭載されている。ペイロードにも余裕があり、他のカタフラクトとの合体も可能で、光学迷彩の効果は合体中のカタフラクトにも適用される。アセイラムの建国宣言後にスレイン側に付いたゼブリン、オルガ伯爵と共に地球連合軍の部隊に連携攻撃を仕掛ける。2度目の戦闘ではエレクトリスと合体して戦況を有利に進めるものの、パイロットの利き腕や癖までを計算に入れた伊奈帆の行動予測で位置を読まれ、サポートを受けたユキの狙撃により片足を撃ち抜かれてエレクトリスの重量を支えられなくなり合体を解除。ゼブリンの命で撤退、移動中に直撃弾を喰らって撃破される。
オルテュギア
第2クールから登場。火星騎士のオルガ専用機。肩部の格闘武器（肩には連結パーツがあり、ここに武装を接続する）を移動させ、ナックルダスターのように両腕を覆って打撃を繰り出す。なお、格闘武器には衝撃波を生み出すパーツが組み込まれており、威力を高めている。アセイラムの建国宣言後にスレイン側に付いたゼブリン、ラフィア伯爵と共に地球連合軍の部隊に連携攻撃を仕掛ける。アルドノアドライブの固有能力は機体の多重分身。分身の実態はマスター機が1機で残りが偽物ではなく、量子テレポートの応用でマスター機と同じ状態をコピーしているため全てが本物であり、コピー元となる機体が一機でも残っていればそこからコピーを作り増殖することが可能。火星側のカタフラクトでは比較的標準的な人型に近い体型をしているのは、質量を抑え複雑な機構を省略することでコピーを素早く作るためである。原理上あらゆる物質を無限に増殖させられる規格外の能力であるが、その実態は量子テレポート能力がバグで変質した物であり、誤作動が起きれば最悪次元の崩壊を引き起こす危険を孕んでいる。2度目の戦闘では怒涛の分身で連合軍を追い詰めるが、伊奈帆の全味方機の火器管制を自機に集めての一斉射撃によって、分身した全機を同時に撃破され倒された。
ステイギス
第2クールから登場。先端に頭部のある航宙戦闘機の外観をしたカタフラクト。他の専用機扱いされている火星のカタフラクトと違い、固有能力を有さないアルドノアドライブを搭載した量産機となっている。起動は起動因子を貸与された火星騎士ではなく、皇族であるレムリナが行う（搭乗者が一般の兵士達なため）。パイロットである火星兵士が搭乗するマスター機と、マスター機から操作される4機の無人機（スレイブ）の5機1組で構成される。マスター機の四隅には無人機と連結するジョイントがあり、計5機の連結同時加速で加速力を高めることが可能。一定の距離に達した後は分離し、4か所のバインダーに搭載されたマシンガンやミサイルユニットを展開して戦う。
ゲリュオン
スピンオフコミック『ALDNOAH.ZERO外伝 1 TWIN GEMINI』に登場。火星騎士のケテラテッセ専用機。両腕が無く、背中が後方へ異様に膨らんだ特異な形状をしている。TVアニメ本編（第1クールの第2話冒頭）にもわずかだが登場している。
背部側面から出力される6本の鞭状のビーム「雷鞭」を武器として用いる。これは攻撃だけでなく移動手段としても用いられ、重力下での超高速三次元機動力を発揮する事ができるが、柔軟性を維持する為にビームの強度と熱量が犠牲となっており、高初速の大口径砲弾で貫通・切断されるという弱点がある。この弱点はモード・ジュリオーネと呼ばれる最大出力モードを用いる事で克服できるものの、代わりに雷鞭の柔軟性が失われる為機動力や操作性が低下してしまう。北京の決戦で地球軍や離反したアキダリアと交戦し甚大な被害を与えるも、アキダリアの荷電粒子砲がコックピットを直撃。直後に揚陸城の崩壊に巻き込まれ破壊された。
アキダリア
スピンオフコミック『ALDNOAH.ZERO外伝 1 TWIN GEMINI』に登場。火星騎士のリビティナ、リベルティナ専用機。頭部を二つ有し、三本指の両腕を持つカタフラクト。火星のカタフラクトでは珍しい複座操縦方式をとっている。電磁場を操る能力を持ち、右腕から地球軍のカタフラクトを含む軍用兵器を停止させられるレベルの強大なEMPや、槍状の荷電粒子を出力し、発射形態へと変形することで高出力の荷電粒子砲を発射する。また、電撃のようなものによって砲弾を弾く、ソルジャージャベリンという腕に仕込まれた杭状の武装を敵機に刺すことでコントロールを奪取する等一つのアルドノアドライブで可能なことに対する応用性が高い。しかし、リベルティナが人命を気づかう方針としてコントロールを奪取した敵機に対するコントロールを本来できるオートではなく、自らの脳波で行ってるためにリベルティナ自身への負荷も高い。
ケテラテッセの配下として地球軍と交戦するが、ソルジャージャベリンに施された耐荷電粒子フィールドを利用し肉薄したアレイオンの自爆攻撃を受け左半身を損傷、リベルティナが死亡する。揚陸城への帰還後離反したリビティナにより奪取され地球軍と共にゲリュオンと交戦し、左半身の大破と引き換えに揚陸城を破壊。その後損傷した下半身へ弥月のスレイプニールをソルジャージャベリンを介して結合する事で前線復帰し、ゲリュオンを破壊するも揚陸城の崩壊に巻き込まれ大破した。後に残骸が地球軍に回収され、ソルジャージャベリンの脳波コントロールシステムのバックアップデータがアナリティカルエンジンの基礎として用いられた。

#### 帝国軍の航空機
スカイキャリア
火星カタフラクト用の戦術輸送機。装備は自衛用の機関砲やミサイル、短砲身の榴弾砲。バリアなどの特殊能力は有していないがそれなりの戦闘力はあり、カタフラクトを搭載したままで地球側の戦闘機を撃ち落とすほどの運動性と火力を持つ。

#### 帝国軍の艦艇
揚陸城
37家門の火星騎士に与えられた居城と揚陸艦を兼ねた巨大宇宙要塞。全長は約2キロメートル。地球へ降下することで質量兵器としての利用と橋頭堡の確保を同時に行う（落着後は衝撃波で周辺一帯を掃討すると共に、一部が傘のように開く）。側面に多数のミサイル発射口（バンカーバスタータイプなどの種類がある）、上部に対空砲を持つ。また、内部にカタフラクトやスカイキャリアを配備している。なお、地上に落着した状態から再び宇宙空間へと上昇することもできる。
輸送船
第2クールから登場。丸い傘のような船首と4つのコンテナを持つ輸送船。後部のロケットエンジンで移動する。火星から地球への移動や物資輸送を担っている。船首部には速射できる対空ビーム砲を4基搭載する。

## 用語

### 世界観・歴史
古代文明
3万年ほど前に火星に存在した文明。アルドノア技術の実用化や月面にハイパーゲートを設置するなど惑星間移動すら可能とした高度な文明だったが、その担い手である古代火星人の消息は不明なままである。古代文明当時の火星は水と空気が豊富であったが、現代ではかなり少なくなっている。
またヴァース帝国初代皇帝レイレガリアによると、古代火星人は火星のことを「ヴァース」と呼んでおり、これがヴァース帝国と言う国家名の由来となっている。
惑星間戦争
火星での食糧をはじめとする資源不足において、地球との貿易摩擦に端を発し、1999年に勃発した地球とヴァース帝国間の戦争。月へ侵攻した第二代皇帝ギルゼリア率いるヴァース帝国軍とUFE月面基地の間で激しい戦闘が繰り広げられた。アルドノアを使った火星カタフラクトを主戦力に攻め込むヴァースにより月面基地は壊滅。しかし戦闘の余波でヘブンズ・フォールが発生。ギルゼリアが崩御し勝者なく休戦条約が締結された。種子島でも戦闘があったが、その事実は地球連合の公式記録からは隠蔽されている。
ハイパーゲート
月面で発見された地球圏と火星間の相互瞬間移動が可能な古代文明の遺産。1972年にアポロ17号の調査で発見された。
ヘブンズ・フォール
惑星間戦争中に月面のハイパーゲートが暴走し、月が崩壊した大災害。月は大きく抉れ、その破片の多くがサテライト・ベルトと呼ばれる地球の環になった。環にならなかった破片の落下とその後の環境変動により、地球各地で人口が半減するほどの甚大な被害が発生した。
サテライト・ベルト
地球の衛星軌道上に存在する砕けた月の破片が漂う地帯。地球連合のトライデント基地やパルナッソス基地、ヴァース帝国のマリネロス基地などが置かれている。大量の月の破片が引力を発するために、弾丸を放っても遠距離からではこの引力によって弾丸の軌道が複雑なものとなってしまい、よほどの計算に長けた者か計算能力を持つ機体で無い限りは弾丸の軌道の予測はほとんど不可能となっている。地球、火星共にこの月の破片が発する引力を「風」と呼んでいる。

### 国家・組織
地球連合
地球の統一連合組織（UFE、United Forces of Earth）。ヴァース帝国に対抗するため、1986年に国連の主導で樹立された。政治的には傘下に各国支部を有し、軍事的には各国軍をUFEの下に完全統合している。本部はロシア領のノヴォスタリスクにある。概ね外見的には史実現代社会と同じ様式だが、カタフラクトの開発など、特にアルドノア技術の実用化が火星側に比べ著しく劣っている。
本部は地下600メートルに存在する広大な核シェルターであり、定員3年分が生活できるほどの物資を貯蔵している。しかし、実際には本部に辿り着く前に死んでいった人々の方が多いため、物資に余剰が生じている。ザーツバルム伯爵の揚陸城と激闘の末、おびただしい犠牲を払いながら揚陸城のアルドノアドライブ停止作戦を成功させたことで火星軍側を無力化させ、辛くも勝利を収める。
第2クールでは、軌道上での空間戦闘が可能なほどには軍事システムを発達させてきてはいるものの、劣勢を覆すには到っていない。また、軍中央が利己的で狡猾な人物達に掌握されており、危険な任務は有能な部下に押し付け、戦略的な錯誤から出る被害は前線の兵士の命で償わせる傾向が見られる。
ヴァース帝国
1985年に火星に樹立されたレイレガリア・ヴァース・レイヴァースを初代皇帝とする帝政国家。アルドノアを巡る地球側との軋轢により建国以来、1999年の月面戦闘も挟んで地球とは長らく断絶状態にあり、地球人を「野蛮で信用ならない旧人類」として見下す選民思想を持つ者が多い。こうした背景から地球社会よりも復古調かつ貴族主義的な身分制度を有しており、上流階級の間では近世から近代の欧州貴族を基にしたデザインの服飾文化が根付いているが、武断政治寄りの思想が社会に普及しているため、一般的な文化振興は乏しい状態にある。
アルドノア技術の占有の影響で地球側に先駆けてカタフラクトや航宙艦を実用化したが、その産業構造はアルドノア関連に特化した形態となっており、工学系の技術以外では地球に劣った状態が続いている。テラフォーミングも不充分な状態で住民の主食はクロレラとオキアミというあり様で、このような国土環境による人心の不安を抑え地球に対し優位性を保とうとした第二代皇帝ギルゼリアの工業化に偏重した政策もあり、反地球感情を煽ることで国内の結束を維持している状況となっている。しかし国内問題や対地球政策においては意見が分かれている状態にあり、皇帝を中心とした一枚岩の権力構造ではなく、地球との和平を望む穏健派と地球の武力制圧を画策している強硬派による権力闘争が水面下で行われている。
火星騎士
ヴァース帝国の軍人。地球の衛星軌道上に展開する軌道騎士、月に展開する月面騎士の存在が確認されている。それぞれ象徴たる専用のカタフラクトを与えられ、軍装には灰色のダブルブレストのフロックコートが採用されている。
史実現代的な軍組織とは異なり、国家による一元的統制ではなく37家門の騎士たちによる個別統制で戦うことを旨とする軍閥に近い組織体系となっている。37家門の騎士たちは独自に配下の部隊を指揮して軍事行動を取る権限があり、論功行賞においては地球の地域制圧をいち早く成し遂げた騎士が栄誉を受けられるため、原則的に他部隊との連携は取らない。このため、皇帝による正式な宣戦布告が行われる前でも騎士が独自に軍事行動を起こしており、軍隊の最高指揮官の所在が不明確になっていたが、スレインが地球攻略部隊の指揮権を掌握したことで軍事的統制が明確になり、戦略・戦術面での効率化が図られつつある。アセイラムが女王となり戦争が終結した後も、一部の騎士達は地球の領土を占拠したまま、抵抗を続けている。
37家門
火星騎士の中でも特に有力な37の貴族家。当主は伯爵で、赤い軍装を着ている。それぞれが揚陸城を治める。地球の衛星軌道に駐留する火星騎士の上位にあり、その威光はヴァース帝国国旗の意匠にも見ることが出来る。地球との戦端が開かれると、多くが地上へ揚陸城を降下させ、侵攻を開始する。下の爵位の騎士（子爵、男爵など）や一般兵を部下や食客として従えているが、戦場では基本的に当主自身が単独で専用のカタフラクトを駆って戦う。

### 技術・兵器
アルドノア
火星において発見された古代文明のテクノロジー。ヴァース帝国においてカタフラクトや揚陸城などに軍事転用され、神格化されている。普遍的なものではなく、アルドノアを起動するには遺伝子に焼き込まれた起動因子が必要である。本来ならばアルドノアを起動できるのは、アルドノアの発見者で起動因子を焼き込まれたヴァース皇帝レイレガリアと彼の直系の子孫のみ。火星騎士は、アルドノア起動因子を借り受ける対価として皇帝と主従関係を結んでいる。また、スレインの父は皇帝一族以外の人間にもアルドノアを起動させられるようにするための研究を行っていた。
アルドノアドライブ
アルドノアの力を解放するための装置。火星の兵器はすべてアルドノアドライブの動力によって機能している。起動するためには起動因子が必要であり、起動した者の心臓が止まるとその機能を停止してしまう。また皇帝とその血族のみ、すべてのアルドノアドライブを強制的に停止させることができる。

カタフラクト
本作に登場する人型機動兵器の呼称（KATAPHRAKTOS）。略称は「カット」。火星側のカタフラクトは機体にアルドノア技術を用いた所謂スーパーロボット的な武装（光学兵器や分解バリア、高度な遠隔操作技術など）を搭載しており、非搭載の地球製カタフラクトに対して圧倒的な戦闘能力を持つ。しかし、アルドノア機関の性格上、機能的に一点特化型で汎用性が低い傾向がある他、アルドノア技術を除けば基本性能は地球製と大差が無い。そのためアルドノア技術を何らかの方法で攻略するなどして攻撃を直撃させることができれば、地球側の火器でも十分撃破可能。また、火星のカタフラクトには共通する機構としてアルドノアドライブの余剰エネルギーの排出口が設けられている。日本ではカタフラクトの兵科教練が全ての公立高校の必修科目となっている。
名称はローマ帝国の重騎兵と同じである。
アナリティカルエンジン
第2クールで、伊奈帆の左目の義眼に搭載されている高性能コンピュータ。彼の脳神経に直結されており、単なる目としてだけではなく音紋解析、光学観測、未来予測など様々な用途に使用できる。普段使用していない脳細胞を活動させることで演算能力を高め、機能拡張を行うことができるが、脳に少なからず影響を受けるため、耶賀頼はこれ以上の機能拡張はしないように伊奈帆に忠告した。しかし伊奈帆はその忠告をやむを得ず無視して酷使し続け、動作不良や目の痛み、失神といった症状を抱えてしまう。それまで持ち主が取ってきた行動を分析し、それに基づいて思考を代替することも可能であり、第22話では本人が気を失ってしまった際にアナリティカルエンジンが伊奈帆の代わりに起動し、彼の口を通してアセイラムへ伝言を伝えることまで行っている。なお、最終話（戦後）にて必要性が無くなったため、取り外された。
ASIMOV
作品中に登場するOS（オペレーションシステム）の名称「Accuracy System Image Module for Optimum Velocity」の略称（ASIMOV）。カタフラクトの起動画面などで図形化されたロゴが表示されるほか、作中のOP映像やサブタイトル画面下部に同じロゴが表示されている。

## スタッフ
- 原作 - Olympus Knights[6]
- 監督 - あおきえい[19]
- ストーリー原案 - 虚淵玄[6]
- シリーズ構成 - 高山カツヒコ[19]
- キャラクター原案 - 志村貴子[19]
- キャラクターデザイン・総作画監督 - 松本昌子[19]
- メカニックデザイン - I-IV、寺岡賢司[6]
- メカ・エフェクトアニメーション - 橋本敬史
- メインアニメーター（第2クール） - 斎藤敦史、サトウミチオ
- 美術設定 - 児玉陽平、藤井祐太
- 美術監督 - 伊藤聖
- 色彩設計 - 大内綾
- CGディレクター - 那須信司（第1クール）→町田政彌（第2クール）
- ビジュアルエフェクト - 津田涼介
- 撮影監督 - 加藤友宜
- 編集 - 右山章太
- 音響監督 - 明田川仁
- 音楽 - 澤野弘之[6]
- 音楽プロデューサー - 堀口泰史
- 音楽制作 - アニプレックス
- チーフプロデューサー - 岩上敦宏、落越友則
- プロデューサー - 黒崎静佳、小林宏之、北澤晋一郎、大和田智之、西出将之、伊藤円、でじたろう、金庭こず恵
- アニメーションプロデューサー - 長野敏之、林健一
- アニメーション制作 - A-1 Pictures + TROYCA[19]
- 製作 - アニプレックス、芳文社、TOKYO MX、日本BS放送、朝日放送、MAGES.、ニトロプラス、ムービック

## 主題歌
オープニングテーマ
「heavenly blue」（第2話 - 第12話、総集編 - ALDNOAH.ZERO EXTRA ARCHIVES）
作詞・作曲・編曲 - 梶浦由記 / 歌 - Kalafina
第1話、第24話ではエンディングテーマとして使用。
「&Z」（第14話 - 第22話）
作詞 - 澤野弘之・mpi / 作曲・編曲 - 澤野弘之 / 歌 - SawanoHiroyuki[nZk]:mizuki
第13話ではEnglish ver.をエンディングテーマとして使用。
第23話、第24話はオープニングテーマ無し。

エンディングテーマ
「A/Z」（第2話・第3話・第5話・第6話・第9話、総集編 - ALDNOAH.ZERO EXTRA ARCHIVES）
「aLIEz」（第4話・第7話・第8話・第10話・第11話、総集編 - ALDNOAH.ZERO EXTRA ARCHIVES）
作詞・作曲・編曲 - 澤野弘之 / 歌 - SawanoHiroyuki[nZk]:mizuki
放送回によって2種類のエンディングテーマを使い分ける形で使用。第12話はエンディングテーマ無し。
「GENESIS」（第14話 - 第22話）
作詞 - 唐沢美帆 / 作曲 - 丸山真由子 / 編曲 - 佐藤あつし、清水武仁 / 歌 - 藍井エイル
「Harmonious」（第23話、雨の断章）
作詞 - 肇 / 作曲・編曲 - 澤野弘之 / 歌 - アセイラム・ヴァース・アリューシア starring 雨宮天

挿入歌
「Keep on keeping on」（第7話・第11話・第13話・第15話・第18話・第24話）
作詞 - Benjamin Anderson & mpi / 作曲・編曲 - 澤野弘之 / 歌 - SawanoHiroyuki[nZk]:mizuki
「No differences」（第14話・第21話）
作詞 - Benjami Anderson & mpi / 作曲・編曲 - 澤野弘之 / 歌 - Aimee Blackschleger
「MKAlieZ」（前半 - 第1話・第4話 / 後半 - 第2話・第4話・第12話・第16話・第19話・第21話・第22話・第24話）
作詞・作曲・編曲 - 澤野弘之 / 歌 - 小林未郁
「AL℃-@」（総集編 - ALDNOAH.ZERO EXTRA ARCHIVES）
作詞 - Rie / 作曲・編曲 - 澤野弘之 / 歌 - Cyua
「The Call to Arms」（第2話）
作詞 - Benjamin Anderson & mpi / 作曲・編曲 - 澤野弘之 / 歌 - mpi
「BRE@TH//LESS」（第3話・第7話・第11話、総集編 - ALDNOAH.ZERO EXTRA ARCHIVES）
作詞 - cAnON. / 作曲・編曲 - 澤野弘之 / 歌 - 小林未郁

## 各話リスト
| 話数         | サブタイトル                                  | 脚本         | 絵コンテ              | 演出                | 作画監督                                                              |           |
| 第1クール    | 第1クール                                     | 第1クール    | 第1クール             | 第1クール           | 第1クール                                                             | 第1クール |
| ------------ | --------------------------------------------- | ------------ | --------------------- | ------------------- | --------------------------------------------------------------------- | --------- |
| EPISODE.01   | 火星のプリンセス -Princess of VERS-           | 虚淵玄       | あおきえい            | 別所誠人            | 松本昌子                                                              |           |
| EPISODE.02   | 地球の一番長い日 -Beyond the Horizon-         | 虚淵玄       | あおきえい            | 別所誠人            | 中井準                                                                |           |
| EPISODE.03   | 戦場の少年たち -The Children's Echelon-       | 虚淵玄       | あおきえい            | 加藤誠              | 猪股雅美、小林真平 油井徹太郎、奈須一裕 垣野内成美                    |           |
| EPISODE.04   | 追撃の騎士 -Point of No Return-               | 高山カツヒコ | あおきえい            | 宇都宮正記          | 池田広明、永野孝明 藤原潤                                             |           |
| EPISODE.05   | 謁見の先で -Phantom of The Emperor-           | 高山カツヒコ | 二瓶勇一              | 守田芸成            | 辻智子                                                                |           |
| EPISODE.06   | 記憶の島 -Steel Step Suite-                   | 高山カツヒコ | ほしかわたかふみ      | 松村やすひろ        | 向山裕治、服部憲知                                                    |           |
| EPISODE.07   | 邂逅の二人 -The Boys of Earth-                | 高山カツヒコ | あおきえい            | 矢花馨              | 鈴木勇、加藤里香                                                      |           |
| EPISODE.08   | 鳥を見た日 -Then and Now-                     | 高山カツヒコ | 加藤誠                | 西村大樹            | 武藤和弘、興石暁                                                      |           |
| EPISODE.09   | 追憶装置 -Darkness Visible-                   | 高山カツヒコ | 二瓶勇一              | 南川達馬            | 丸岡功治、藤原潤 油井徹太郎、永野孝明                                 |           |
| EPISODE.10   | 嵐になるまで -Before the War-                 | 高山カツヒコ | 笹嶋啓一              | 渡部周              | 加藤里香、池田広明 熊田亜輝                                           |           |
| EPISODE.11   | ノヴォスタリスクの攻防 -Wind, Snow and Stars- | 高山カツヒコ | 笹嶋啓一              | 細谷秋夫            | Kim Sang Min、Lee Min Bae                                             |           |
| EPISODE.12   | たとえ天が堕ちるとも -Childhood's End-        | 高山カツヒコ | あおきえい            | 加藤誠              | サトウミチオ、山本碧 中井準                                           |           |
| 第2クール    |                                               |              |                       |                     |                                                                       |           |
| EPISODE.13   | 眠れる月の少女 -This Side of Paradise-        | 高山カツヒコ | 稲垣隆行              | 渡部周              | 松本昌子、サトウミチオ                                                |           |
| EPISODE.14   | 異星の隣人たち -The Beautiful and Damned-     | 高山カツヒコ | 吉川浩司              | 南川達馬            | 丸岡功治、福地和浩 成松義人、垣野内成美 サトウミチオ                  |           |
| EPISODE.15   | 旋転する罠 -Toll for the Brave-               | 高山カツヒコ | あおきえい            | 守田芸成            | 辻智子、池田広明 加藤里香、鈴木勇                                     |           |
| EPISODE.16   | 熱砂の進撃 -Soldiers' Pay-                    | 大西信介     | 松村やすひろ          | 松村やすひろ        | 服部憲知、向山裕治 神戸洋行、サトウミチオ 猪口美緒                    |           |
| EPISODE.17   | 謀略の夜明け -The Turning Wheel-              | 関根アユミ   | 加藤誠                | 加藤誠              | 吉田優子、サトウミチオ 加藤里香、松本昌子 猪口美緒                    |           |
| EPISODE.18   | 深い森を抜けて -The Rose and the Ring-        | 高山カツヒコ | 笹嶋啓一              | 浅見松雄            | 松尾真彦、宮崎里美                                                    |           |
| EPISODE.19   | 楽園の瑕 -Here to There-                      | 大西信介     | 仁昌寺義人            | 仁昌寺義人          | 丸岡功治、成松義人 永野孝明、藤原潤 油井徹太郎                        |           |
| EPISODE.20   | 名誉の対価 -The Light of Day-                 | 大西信介     | 加藤誠 あおきえい     | 栗山貴行 藤沢奈々子 | 坂本龍典、冨澤佳也乃 サトウミチオ、羽野広範 岩井優器                  |           |
| EPISODE.21   | 夢幻の彼方 -The Fortune's Fool-               | 高山カツヒコ | 笹嶋啓一              | まつもとよしひさ    | 中野彰子、山崎輝彦 猪口美緒、kim bongduk                              |           |
| EPISODE.22   | 邂逅と訣別 -Out of the Past-                  | 大西信介     | 渡部周                | 渡部周              | 藤田正幸、飯飼一幸 南伸一郎                                           |           |
| EPISODE.23   | 祈りの空 -The Unvanquished-                   | 高山カツヒコ | 加藤誠                | 加藤誠              | 猪口美緒、加藤里香 サトウミチオ、斉藤敦史                             |           |
| EPISODE.24   | いつか見た流星 -Inherit the Stars-            | 高山カツヒコ | あおきえい            | あおきえい          | 松本昌子、辻智子 冨澤佳也乃、加藤里香 猪口美緒、サトウミチオ 斉藤敦史 |           |
| OVA          |                                               |              |                       |                     |                                                                       |           |
| EPISODE.24.5 | 雨の断章 -The Penultimate Truth-              | 関根アユミ   | 水野みのり あおきえい | あおきえい          | 松本昌子                                                              |           |

## 放送局
本放送
| 放送地域   | 放送局       | 放送期間                | 放送日時                     | 放送系列       | 備考                                   |
| 第1クール  | 第1クール    | 第1クール               | 第1クール                    | 第1クール      | 第1クール                              |
| ---------- | ------------ | ----------------------- | ---------------------------- | -------------- | -------------------------------------- |
| 東京都     | TOKYO MX     | 2014年7月6日 - 9月21日  | 日曜 0:00 - 0:30（土曜深夜） | 独立局         | 製作局 / 『E!TV』枠                    |
| 栃木県     | とちぎテレビ | 2014年7月6日 - 9月21日  | 日曜 0:00 - 0:30（土曜深夜） | 独立局         |                                        |
| 群馬県     | 群馬テレビ   | 2014年7月6日 - 9月21日  | 日曜 0:00 - 0:30（土曜深夜） | 独立局         |                                        |
| 日本全域   | BS11         | 2014年7月6日 - 9月21日  | 日曜 0:00 - 0:30（土曜深夜） | BS放送         | 製作局 / 『ANIME+』枠                  |
| 近畿広域圏 | 朝日放送     | 2014年7月10日 - 9月25日 | 木曜 2:44 - 3:14（水曜深夜） | テレビ朝日系列 | 製作局 / 『水曜アニメ〈水もん〉』第2部 |
| 日本全域   | AT-X         | 2014年7月12日 - 9月27日 | 土曜 18:30 - 19:00           | CS放送         | リピート放送あり                       |
| 第2クール  |              |                         |                              |                |                                        |
| 東京都     | TOKYO MX     | 2015年1月11日 - 3月29日 | 日曜 0:00 - 0:30（土曜深夜） | 独立局         | 製作局                                 |
| 栃木県     | とちぎテレビ | 2015年1月11日 - 3月29日 | 日曜 0:00 - 0:30（土曜深夜） | 独立局         |                                        |
| 群馬県     | 群馬テレビ   | 2015年1月11日 - 3月29日 | 日曜 0:00 - 0:30（土曜深夜） | 独立局         |                                        |
| 日本全域   | BS11         | 2015年1月11日 - 3月29日 | 日曜 0:00 - 0:30（土曜深夜） | BS放送         | 製作局 / 『ANIME+』枠                  |
| 近畿広域圏 | 朝日放送     | 2015年1月15日 - 4月2日  | 木曜 2:14 - 2:44（水曜深夜） | テレビ朝日系列 | 製作局 / 『水曜アニメ〈水もん〉』第1部 |
| 日本全域   | AT-X         | 2015年1月15日 - 4月2日  | 木曜 23:00 - 23:30           | CS放送         | リピート放送あり                       |
| 放送地域  | 放送局             | 放送期間                | 放送日時                     | 放送系列   | 備考           |
| 第1クール | 第1クール          | 第1クール               | 第1クール                    | 第1クール  | 第1クール      |
| --------- | ------------------ | ----------------------- | ---------------------------- | ---------- | -------------- |
| 中国大陸  | 愛奇芸             | 2014年7月6日 - 9月21日  | 日曜 0:00 - 0:30（土曜深夜） | ネット配信 | 簡体字字幕あり |
| 日本全域  | ニコニコ生放送     | 2014年7月6日 - 9月21日  | 日曜 0:00 - 0:30（土曜深夜） | ネット配信 |                |
| 日本全域  | ニコニコチャンネル | 2014年7月6日 - 9月21日  | 日曜 0:30（土曜深夜） 更新   | ネット配信 |                |
| 日本全域  | バンダイチャンネル | 2014年7月10日 - 9月26日 | 木曜 12:00 更新              | ネット配信 |                |
| 日本全域  | GYAO!              | 2014年7月10日 - 9月26日 | 木曜 12:00 更新              | ネット配信 |                |
| 日本全域  | dアニメストア      | 2014年7月10日 - 9月26日 | 木曜 12:00 更新              | ネット配信 |                |
| 第2クール |                    |                         |                              |            |                |
| 日本全域  | ニコニコ生放送     | 2015年1月11日 - 3月29日 | 日曜 0:00 - 0:30（土曜深夜） | ネット配信 |                |
| 日本全域  | ニコニコチャンネル | 2015年1月11日 - 3月29日 | 日曜 0:30（土曜深夜） 更新   | ネット配信 |                |
| 日本全域  | GYAO!              |                         |                              | ネット配信 |                |
| 日本全域  | バンダイチャンネル |                         |                              | ネット配信 |                |

放送開始前特別番組
| 放送地域                                       | 放送局                          | 放送期間                        | 放送日時                        | 放送系列                        | 備考                            |
| アルドノア・ゼロ "COUNT TO A/Z"                | アルドノア・ゼロ "COUNT TO A/Z" | アルドノア・ゼロ "COUNT TO A/Z" | アルドノア・ゼロ "COUNT TO A/Z" | アルドノア・ゼロ "COUNT TO A/Z" | アルドノア・ゼロ "COUNT TO A/Z" |
| ---------------------------------------------- | ------------------------------- | ------------------------------- | ------------------------------- | ------------------------------- | ------------------------------- |
| 近畿広域圏                                     | 朝日放送                        | 2014年7月3日                    | 木曜 2:55 - 3:25（水曜深夜）    | テレビ朝日系列                  | 『水曜アニメ〈水もん〉』第2部   |
| 日本全域                                       | BS11                            | 2014年7月4日                    | 金曜 23:00 - 23:30              | BS放送                          | 『ANIME+』枠                    |
| 第1クール総集編『ALDNOAH.ZERO EXTRA ARCHIVES』 |                                 |                                 |                                 |                                 |                                 |
| 東京都                                         | TOKYO MX                        | 2015年1月4日                    | 日曜 0:00 - 1:00（土曜深夜）    | 独立局                          | 『E!TV』枠                      |
| 栃木県                                         | とちぎテレビ                    | 2015年1月4日                    | 日曜 0:00 - 1:00（土曜深夜）    | 独立局                          |                                 |
| 群馬県                                         | 群馬テレビ                      | 2015年1月4日                    | 日曜 0:00 - 1:00（土曜深夜）    | 独立局                          |                                 |
| 日本全域                                       | BS11                            | 2015年1月4日                    | 日曜 0:00 - 1:00（土曜深夜）    | BS放送                          | 『ANIME+』枠                    |
| 近畿広域圏                                     | 朝日放送                        | 2015年1月8日                    | 木曜 2:15 - 3:15（水曜深夜）    | テレビ朝日系列                  | 『水曜アニメ〈水もん〉』枠      |

## 関連商品

### BD / DVD
| 巻  | 発売日         | 収録話                   | 規格品番      | 規格品番      | 規格品番   |
| 巻  | 発売日         | 収録話                   | BD限定版      | DVD限定版     | DVD通常版  |
| --- | -------------- | ------------------------ | ------------- | ------------- | ---------- |
| 1   | 2014年9月24日  | 第1話 - 第3話            | ANZX-11401/2  | ANZB-11401/2  | ANSB-11401 |
| 2   | 2014年10月22日 | 第4話 - 第5話            | ANZX-11403/4  | ANZB-11403/4  | ANSB-11403 |
| 3   | 2014年11月26日 | 第6話 - 第7話            | ANZX-11405/6  | ANZB-11405/6  | ANSB-11405 |
| 4   | 2014年12月24日 | 第8話 - 第9話            | ANZX-11407/8  | ANZB-11407/8  | ANSB-11407 |
| 5   | 2015年1月28日  | 第10話 - 第12話          | ANZX-11409/10 | ANZB-11409/10 | ANSB-11409 |
| 6   | 2015年3月18日  | 第13話 - 第14話          | ANZX-11411/2  | ANZB-11411/2  | ANSB-11411 |
| 7   | 2015年4月22日  | 第15話 - 第16話          | ANZX-11413/4  | ANZB-11413/4  | ANSB-11413 |
| 8   | 2015年5月27日  | 第17話 - 第18話          | ANZX-11415/6  | ANZB-11415/6  | ANSB-11415 |
| 9   | 2015年6月24日  | 第19話 - 第21話          | ANZX-11417/8  | ANZB-11417/8  | ANSB-11417 |
| 10  | 2015年7月22日  | 第22話 - 第24話          | ANZX-11419/20 | ANZB-11419/20 | ANSB-11419 |
| BOX | 2025年3月26日  | 第1話 - 第24話・第24.5話 | ANZX-17381/90 | N/A           | N/A        |

### ドラマCD
光の魔法少女 セラム
Blu-ray/DVD全巻連動購入特典。本編と異なる世界にある「聖ヴァース学園」を舞台に、魔法少女になったアセイラム、エデルリッゾ、ライエの3人が活躍する作品。

### サウンドトラック
澤野弘之「アルドノア・ゼロ オリジナル・サウンドトラック」（SVWC-70016）
2014年9月10日発売。

### トレーディングカードゲーム
アルドノア・ゼロTCG
2015年2月28日に発売された。スターターセットと拡張パックが発売されている。

### コンピューターゲーム
スーパーロボット大戦DD
バンダイナムコエンターテインメントが運営するソーシャルゲーム。2019年12月26日より追加参戦。世界観を大きく区分した内の「ワールド05」の中核をなす。

### パチスロ
SLOTアルドノア・ゼロ
ユニバーサルエンターテインメントから2021年5月10日より導入開始。

## Webラジオ
『アルドノア・ラジオ』のタイトルで、2014年6月29日から2015年4月4日まで音泉にて毎週日曜 0時30分（土曜深夜）に配信された。
パーソナリティは雨宮天（アセイラム・ヴァース・アリューシア役）と水瀬いのり（エデルリッゾ役）。
 ゲスト 
- 第2回：花江夏樹（界塚伊奈帆 役）
- 第9回：速水奨（クルーテオ 役）
- 第10回：小松未可子（網文韻子 役）
- 第14回：あおきえい（監督）
- 第22回：茅野愛衣（ダルザナ・マグバレッジ 役）
- 第28回：加隈亜衣（ニーナ・クライン 役）
- 第32回：夏川椎菜（レムリナ・ヴァース・エンヴァース 役）
- 第34回：村田太志（カーム・クラフトマン 役）
- 第41回：花江夏樹（界塚伊奈帆 役）

 ラジオCD 
- ラジオCD「アルドノア・ラジオ」Vol.1（2枚組、2014年9月30日発売、タブリエ・コミュニケーションズ）
  - 新規録りおろしゲスト：花江夏樹（界塚伊奈帆 役）、小野賢章（スレイン・トロイヤード 役）
  - DISC1は録りおろし（オーディオCD）、DISC2は第1回から第7回までのアーカイブ（データCD）
  - 音泉通販購入では数量限定で特典CDが付く（雨宮天、水瀬いのりによるトーク）
- ラジオCD「アルドノア・ラジオ 特別版」TSUTAYAレンタル限定盤（1枚組、2014年10月29日レンタル開始、タブリエ・コミュニケーションズ）
  - 花江夏樹と小野賢章がパーソナリティのラジオ内容を約40分収録。
- ラジオCD「アルドノア・ラジオ」Vol.2＆3（2枚組、2015年2月18日発売、タブリエ・コミュニケーションズ）
  - 2巻同時発売企画。新規録りおろしラジオはパーソナリティの相方をチェンジ。
  - Vol.2は雨宮天と小松未可子、Vol.3は水瀬いのりと加隈亜衣でトーク。
  - Vol.2ではDISC1は録りおろし（オーディオCD）、DISC2は第8回から第14回までのアーカイブ（データCD）
  - Vol.3ではDISC1は録りおろし（オーディオCD）、DISC2は第15回から第21回までのアーカイブ（データCD）
- ラジオCD「アルドノア・ラジオ 特別版」Vol.2＆3 TSUTAYAレンタル限定盤（1枚組、2015年2月18日レンタル開始、タブリエ・コミュニケーションズ）
  - Vol.2は雨宮天と水瀬いのり、Vol.3は花江夏樹と村田太志がパーソナリティのラジオ内容を約40分収録。
- ラジオCD「アルドノア・ラジオ」Vol.4（2枚組、2015年4月1日発売、タブリエ・コミュニケーションズ）
  - 新規録りおろしゲスト：三澤紗千香（ライエ・アリアーシュ 役）
  - DISC1は録りおろし（オーディオCD）、DISC2は第22回から第28回までのアーカイブ（データCD）
- ラジオCD「アルドノア・ラジオ 特別版」Vol.4 TSUTAYAレンタル限定盤（1枚組、2015年4月1日レンタル開始、タブリエ・コミュニケーションズ）
  - 小野賢章と平川大輔（ハークライト 役）がパーソナリティのラジオ内容を約40分収録。
- ラジオCD「アルドノア・ラジオ」Vol.5（2枚組、2015年5月6日発売、タブリエ・コミュニケーションズ）
  - 新規録りおろしゲスト：夏川椎菜（レムリナ・ヴァース・エンヴァース 役）
  - DISC1は録りおろし（オーディオCD）、DISC2は第29回から第35回までのアーカイブ（データCD）
- ラジオCD「アルドノア・ラジオ 特別版」Vol.5 TSUTAYAレンタル限定盤（1枚組、2015年5月6日レンタル開始、タブリエ・コミュニケーションズ）
  - 花江夏樹と豊永利行（マズゥールカ 役）がパーソナリティのラジオ内容を約40分収録。
- ラジオCD「アルドノア・ラジオ」Vol.6（2枚組、2015年7月1日発売、タブリエ・コミュニケーションズ）
  - 新規録りおろしゲスト：花江夏樹（界塚伊奈帆 役）
  - DISC1は録りおろし（オーディオCD）、DISC2は第36回から第41回までのアーカイブ（データCD）
- ラジオCD「アルドノア・ラジオ 特別版」Vol.6 TSUTAYAレンタル限定盤（1枚組、2015年7月1日レンタル開始、タブリエ・コミュニケーションズ）
  - 雨宮天と逢坂良太（クランカイン 役）がパーソナリティのラジオ内容を約40分収録。

## 書誌情報

### 漫画
ALDNOAH.ZERO
『まんがタイムきららフォワード』（芳文社）2014年5月号にて製作を発表。
アニメ本編をなぞったコミカライズとなっている。
- Olympus Knights（原作） / ピナケス（作画） 『ALDNOAH.ZERO』 芳文社〈まんがタイムKRコミックスフォワードシリーズ〉、全4巻
  1. 2014年8月11日発売、ISBN 978-4-8322-4469-6
  2. 2014年11月12日発売、ISBN 978-4-8322-4495-5
  3. 2015年3月12日発売、ISBN 978-4-8322-4525-9
  4. 2015年7月13日発売、ISBN 978-4-8322-4590-7

ALDNOAH.ZERO 2nd Season
第2クールをベースにコミカライズしたもの。
- Olympus Knights（原作） / 冬部万博（作画） 『ALDNOAH.ZERO 2nd Season』 芳文社〈まんがタイムKRコミックスフォワードシリーズ〉、全5巻
  1. 2015年2月12日発売、ISBN 978-4-8322-4526-6
  2. 2015年7月13日発売、ISBN 978-4-8322-4592-1
  3. 2015年12月12日発売、ISBN 978-4-8322-4645-4
  4. 2016年6月11日発売、ISBN 978-4-8322-4704-8
  5. 2016年12月12日発売、ISBN 978-4-8322-4778-9

ALDNOAH.ZERO外伝 TWIN GEMINI
アニメ本編と同時系列のスピンオフで、北海道・札幌に現れた双子の火星騎士の話を描く。上記コミカライズと同様に全編書き下ろし。
- Olympus Knights（原作） / 佐竹清順（作画） 『ALDNOAH.ZERO外伝 TWIN GEMINI』 芳文社〈まんがタイムKRコミックスフォワードシリーズ〉、全4巻
  1. 2014年12月12日発売、ISBN 978-4-8322-4504-4
  2. 2015年3月12日発売、ISBN 978-4-8322-4540-2
  3. 2015年7月13日発売、ISBN 978-4-8322-4591-4
  4. 2015年12月12日発売、ISBN 978-4-8322-4644-7

ALDNOAH. ZERO アンソロジーコミック
- Olympus Knights（原作） / 竹葉久美子（表紙） 『ALDNOAH. ZERO アンソロジーコミック』 芳文社〈まんがタイムKRコミックスフォワードシリーズ〉、全3巻
  1. 2014年10月11日発売、ISBN 978-4-8322-4489-4
  2. 2015年1月10日発売、ISBN 978-4-8322-4515-0
  3. 2015年4月11日発売、ISBN 978-4-8322-4556-3

### 関連書籍
アルドノア・ゼロ TVアニメ公式ガイドブック
1巻は第1クール、2巻は第2クールにおけるキャラクターや兵器の設定、各話解説、キャストや製作スタッフのインタビューなどが記載されている。
- Olympus Knights（原作） / まんがタイムきらら（編） 『アルドノア・ゼロ TVアニメ公式ガイドブック』 芳文社〈まんがタイムKRコミックスフォワードシリーズ〉、全2巻
  1. 2014年12月12日発売、ISBN 978-4-8322-4505-1
  2. 2015年6月27日発売、ISBN 978-4-8322-4586-0

## 受賞歴
- ニュータイプアニメアワード2015
  - メカデザイン賞：I-Ⅳ
  - サウンド賞：：澤野弘之